# قائمة المدن والبلدات في المجر
المجر أو هنغاريا (بالمجرية: Magyarország) هي دولة أوروبية محصورة تقع في حوض الكاربات في وسط أوروبا. تحدها شمالاً سلوفاكيا ويبلغ طول الحدود حوالي 515 كم، وتحد أوكرانيا بـ103 كم في الشمال الشرقي، وتحد رومانيا بـ 443 كم من الشرق، ومن الجنوب تحد كرواتيا بـ 329 كم صربيا وسلوفينيا بـ 102 كم، كما تحد النمسا بـ 336 كم من الغرب.
المجر دولة محصورة لا تملك منفذا على البحر، وتحيط بها اليابسة من كل الجهات. تغطي الأراضي المجرية مساحة 93,030 كم²، وتتأثر بمناخ قاري، مما يجعلها تحل في المرتبة 109 الأكبر مساحة في العالم. طبيعة المجر تتكون بشكل عام من سهول منبسطة إلى سهول منحدرة من حوض الكاربات، مع وجود هضاب وجبال منخفضة في الشمال على طول الحدود السلوفاكية. حسب إحصاء مايو 2010 فإن عدد سكان المجر حوالي 10,005,000 نسمة. فتحل المجر في المرتبة 83 الأكثر تعدادًا سكانيًا في العالم. تبلغ الكثافة السكانية في المجر حوالي 107.7/كم2 مما يجعلها في المرتبة 94 الأعلى كثافة سكانية في العالم.

## أكبر المدن في المجر

### أكثر من 100،000 (المدن الكبرى)
|          | المدينة      | مقاطعات المجر              | تعداد السكان | تعداد السكان | تعداد السكان | تعداد السكان | أكثر عدد للسكان  | مدينة كبرى(2016) |
| عام 1949 | المدينة      | مقاطعات المجر              | عام 1990     | عام 2011     | عام 2016     |              | أكثر عدد للسكان  | مدينة كبرى(2016) |
| -------- | ------------ | -------------------------- | ------------ | ------------ | ------------ | ------------ | ---------------- | ---------------- |
| 1.       | بودابست      | (مقاطعة بشت)               | 1,590,316    | 2,016,681    | 1,733,685    | 1,759,407 ▲  | 2,059,226 (1980) | 2,545,175        |
| 2.       | دبرتسن       | مقاطعة هايدو-بيهار         | 115,399      | 212,235      | 211,340      | 203,059 ▼    | 212,235 (1990)   | 216,888          |
| 3.       | سيجد         | مقاطعة تشونغراد            | 104,867      | 169,930      | 168,048      | 162,621 ▼    | 169,930 (1990)   | 195,776          |
| 4.       | ميشكولتس     | مقاطعة بورسود-آبائوي-زمبلن | 109,841      | 196,442      | 167,754      | 158,101 ▼    | 208,103 (1980)   | 190,675          |
| 5.       | بيتش (المجر) | مقاطعة بارانيا             | 89,470       | 170,039      | 156,049      | 145,347 ▼    | 170,039 (1990)   | 178,332          |
| 6.       | جيور         | مقاطعة ديور-موشون-سوبرون   | 69,583       | 129,331      | 129,527      | 129,568 ▲    | 131,564 (2012)   | 185,012          |
| 7.       | نيرغهازا     | مقاطعة بيريج               | 56,334       | 114,152      | 119,746      | 118,058 ▼    | 119,852 (2011)   | 152,304          |
| 8.       | كيسكيميت     | مقاطعة باتش-كيشكون         | 61,730       | 102,516      | 111,411      | 111,724 ▲    | 112,058 (2014)   | 145,663          |

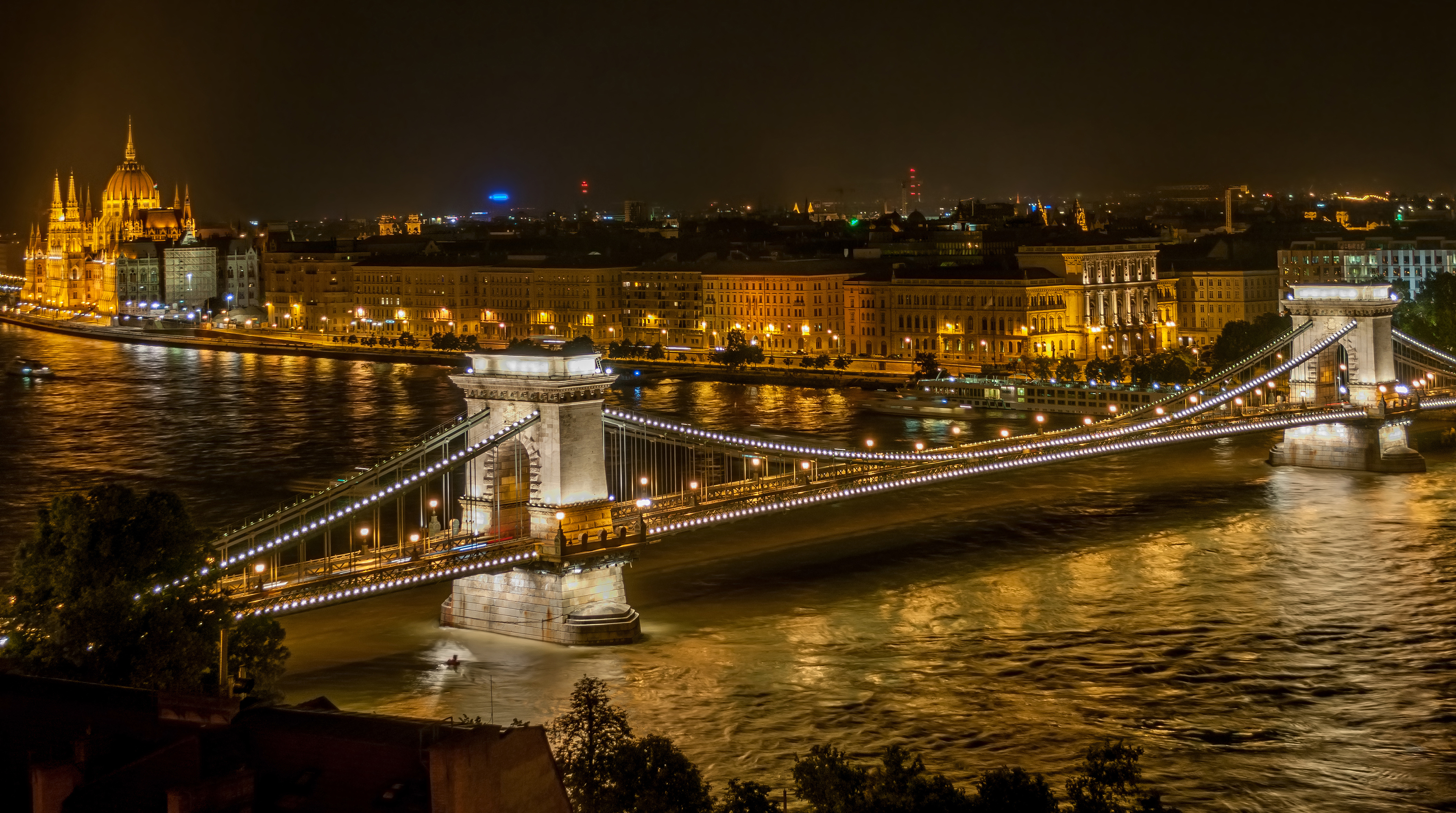
بودابست
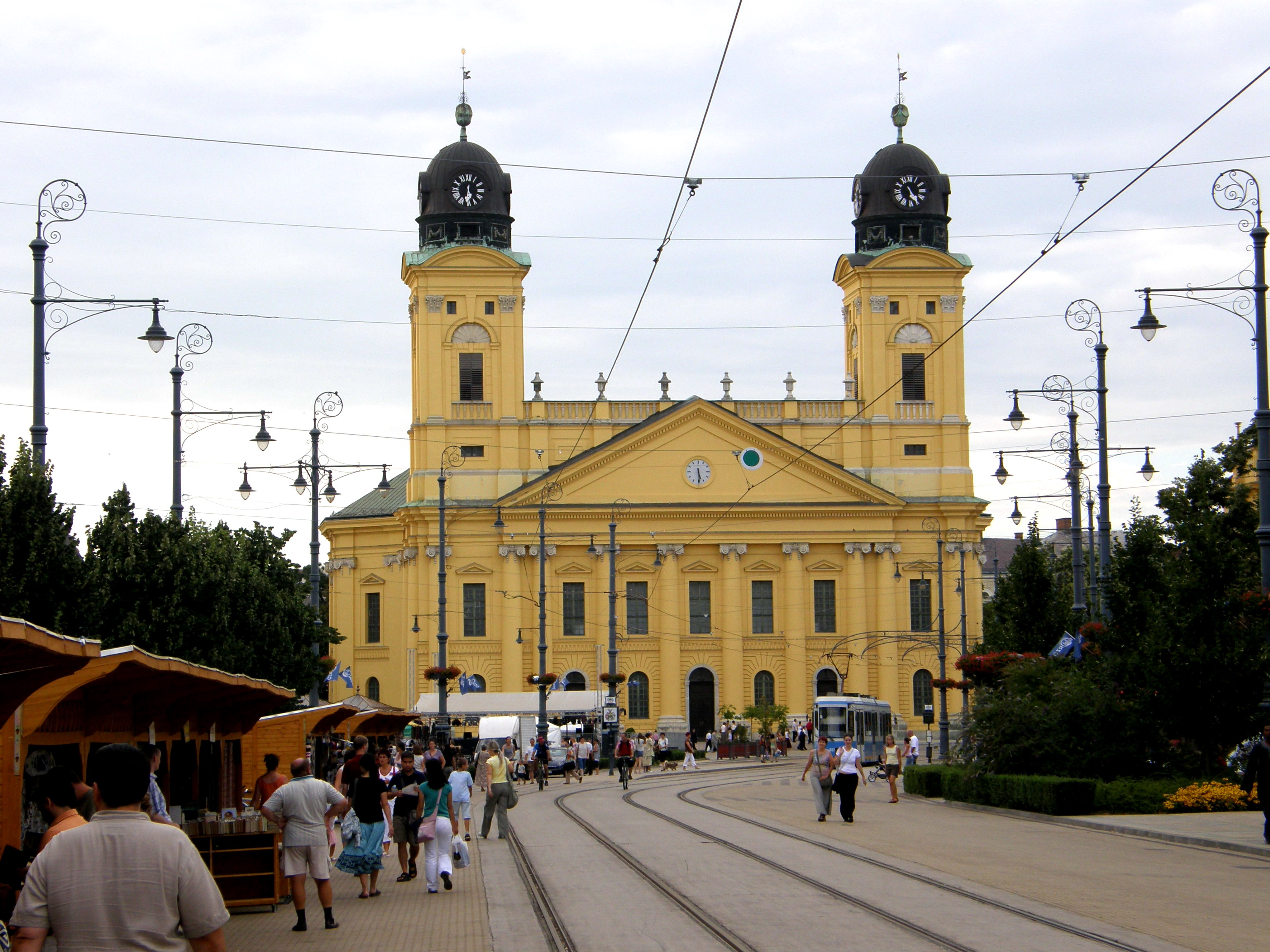
ديبريسين
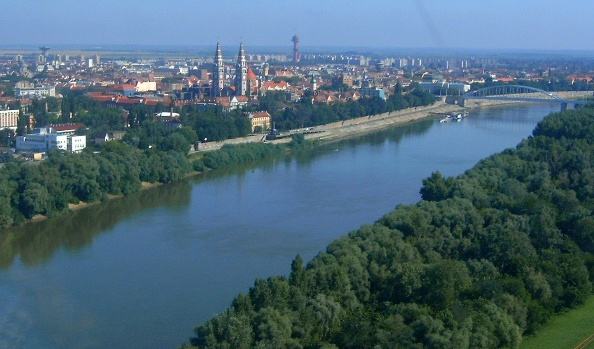
سيجد
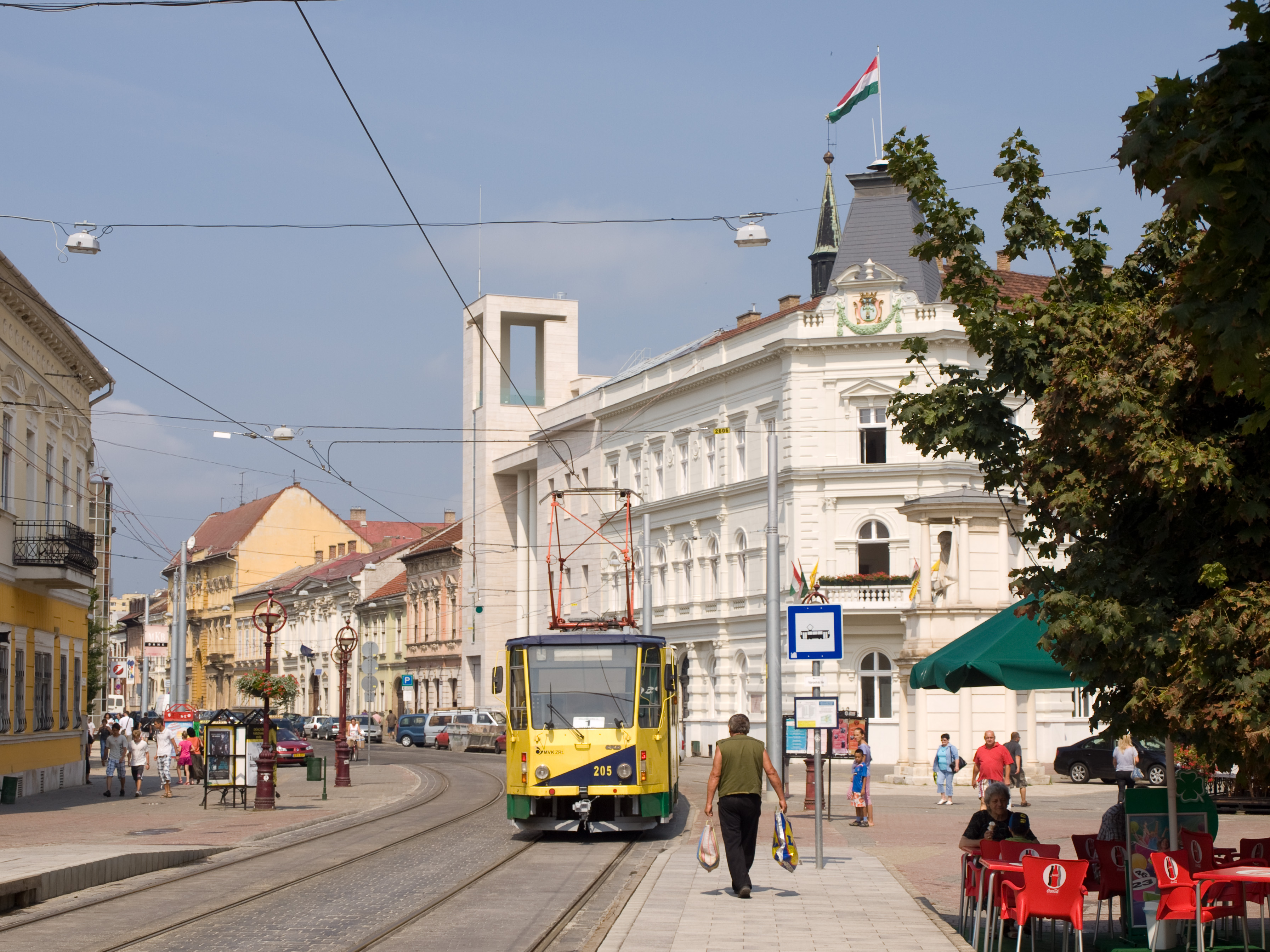
ميشكولتس
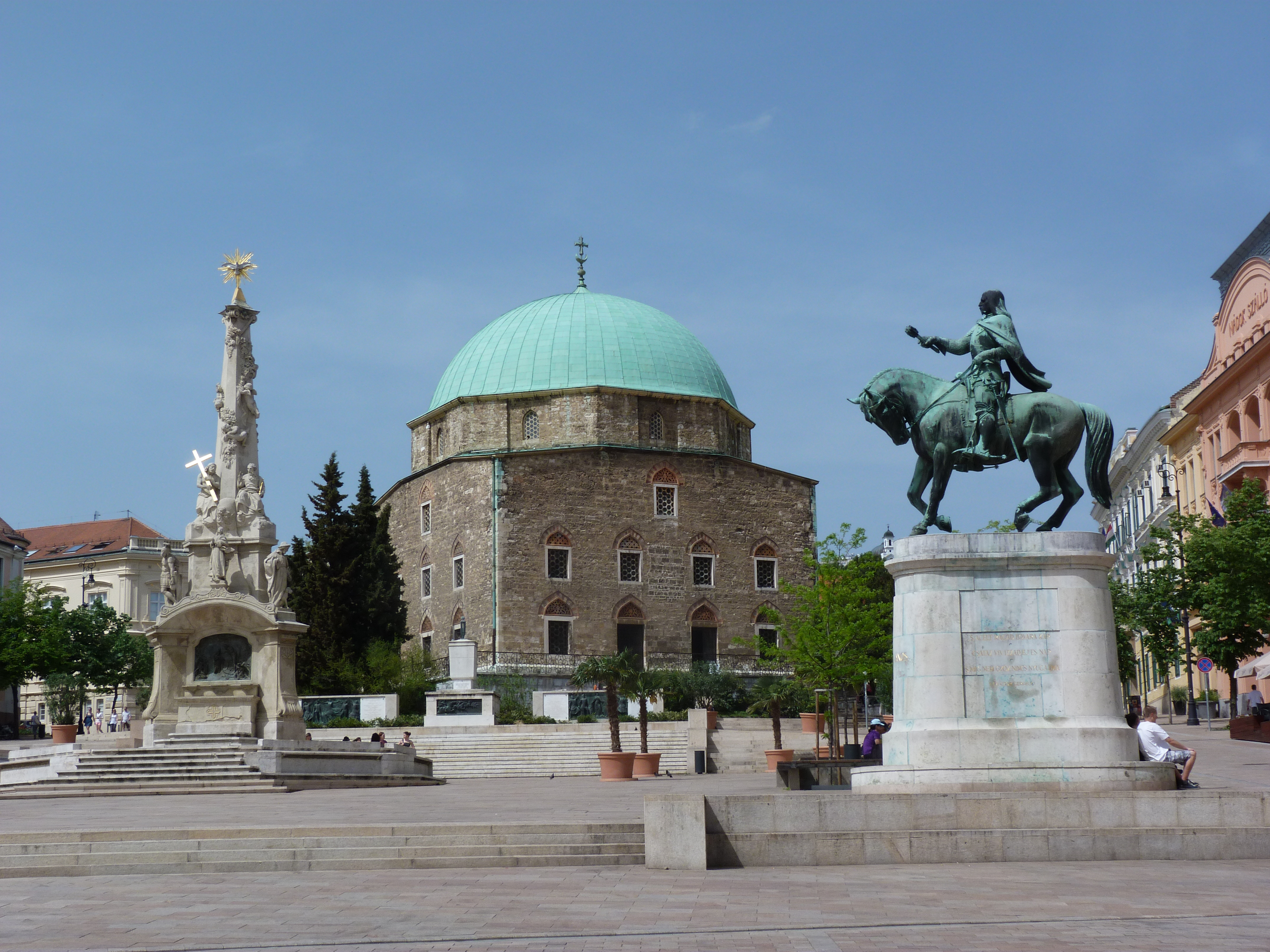
بيكس
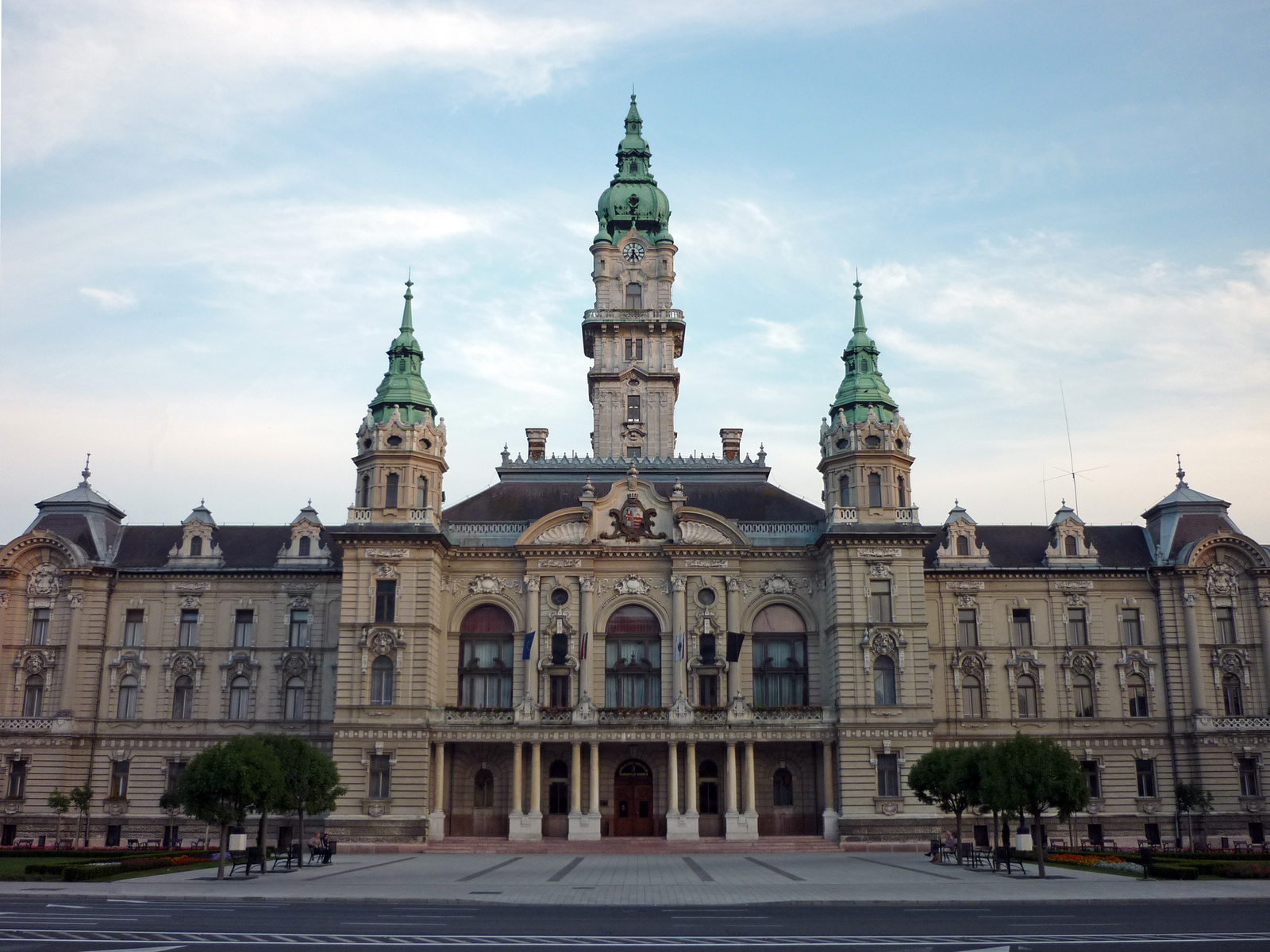
جيور
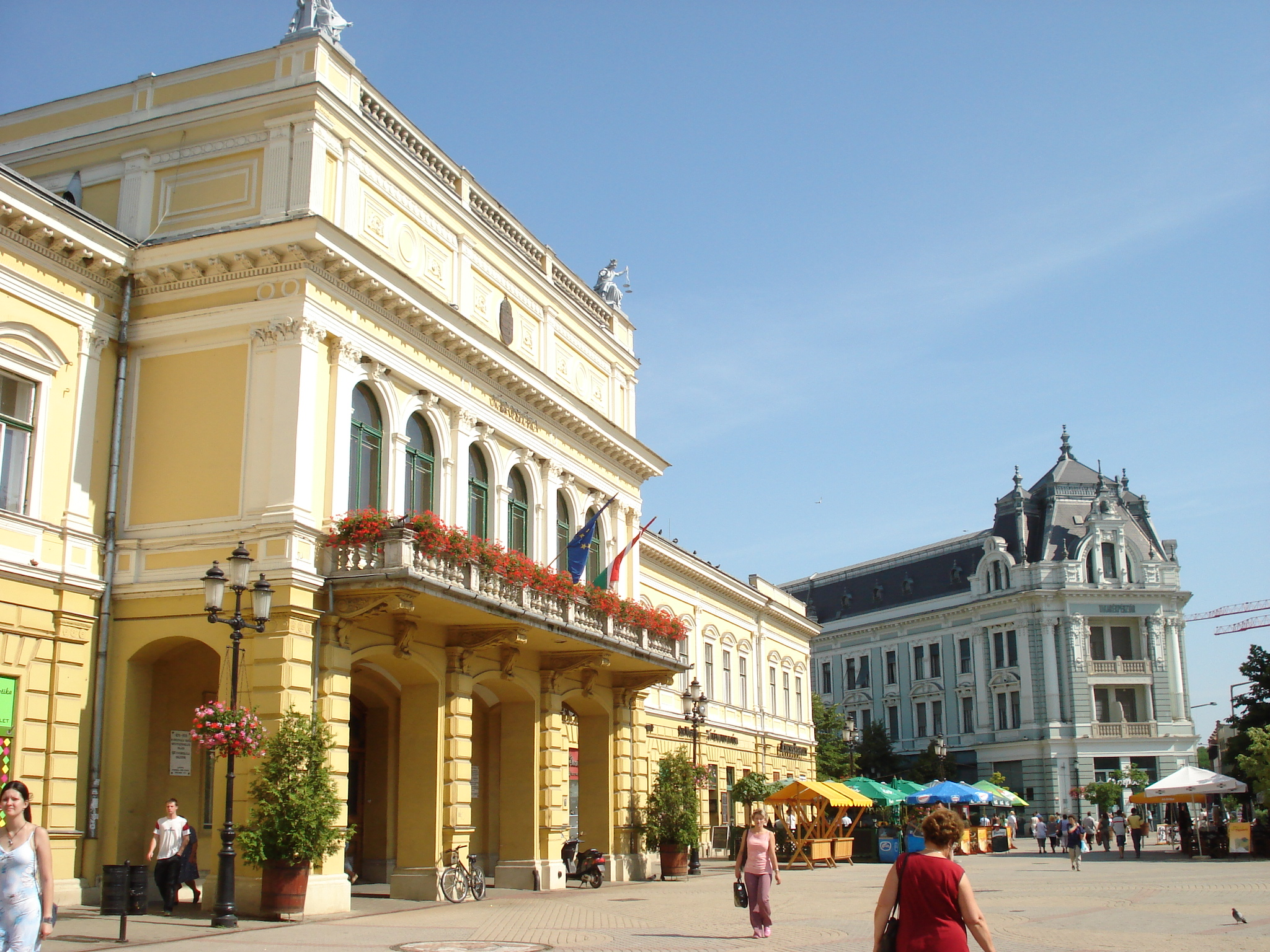
نييريجيهازا
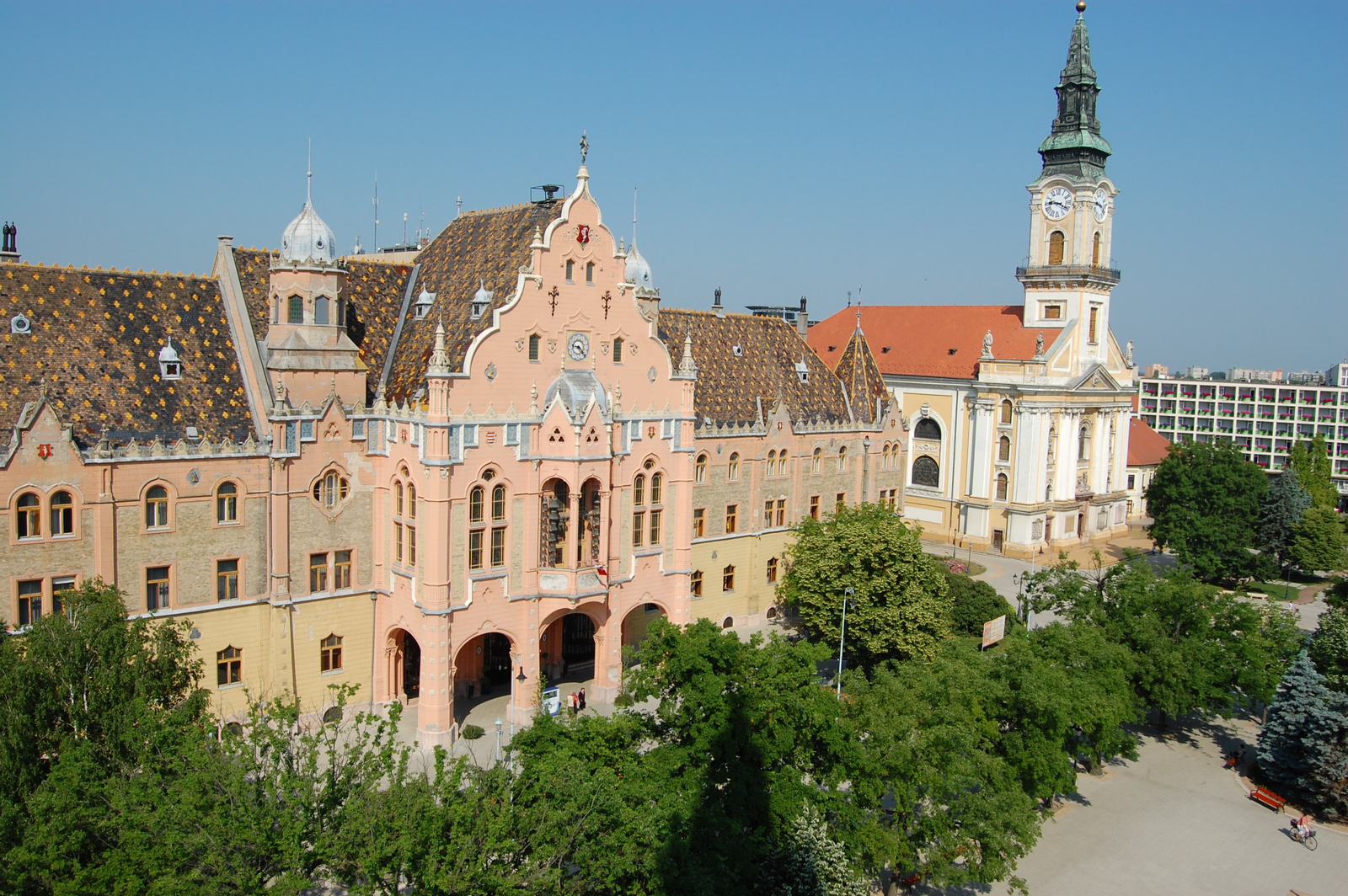
كيسكيميت

### (المدن متوسطة الحجم) 50،000-100،000
|          | مدينة       | مقاطعات المجر            | تعداد السكان | تعداد السكان | تعداد السكان | تعداد السكان | أكثر عدد للسكان | مدينة كبرى(2016) |
| عام 1949 | مدينة       | مقاطعات المجر            | عام 1990     | عام 2011     | عام 2016     |              | أكثر عدد للسكان | مدينة كبرى(2016) |
| -------- | ----------- | ------------------------ | ------------ | ------------ | ------------ | ------------ | --------------- | ---------------- |
| 9.       | سيكشفهيرفار | مقاطعة فيير              | 42,260       | 108,958      | 100,570      | 98,207 ▼     | 109,762 (1993)  | -                |
| 10.      | زومباثلي    | مقاطعة فاس               | 47,589       | 85,617       | 78,884       | 77,973 ▼     | 85,617 (1990)   | -                |
| 11.      | سزولنوك     | مقاطعة ياس-نادكون-سولنك  | 37,520       | 78,328       | 72,953       | 72,333 ▼     | 78,328 (1990)   | -                |
| 12.      | تاتابانيا   | مقاطعة كوماروم-إستركوم   | 40,221       | 74,277       | 67,753       | 66,362 ▼     | 75,921 (1980)   | -                |
| 13.      | فاز         | مقاطعة بشت               | 16,444       | 43,327       | 63,631       | 64,841 ▲     | 64,841 (2016)   | بودابست          |
| 14.      | كابوسفار    | مقاطعة شومود             | 37,945       | 71,788       | 66,245       | 63,186 ▼     | 74,101 (1979)   | -                |
| 15.      | شوبرون      | مقاطعة ديور-موشون-سوبرون | 36,506       | 55,083       | 60,548       | 61,887 ▲     | 61,887 (2016)   | -                |
| 16.      | فيسبرم      | مقاطعة فسبرم             | 20,682       | 63,867       | 61,721       | 60,392 ▼     | 64,024 (2012)   | -                |
| 17.      | بيكيسكسابا  | مقاطعة بكيش              | 44,053       | 67,157       | 62,050       | 60,126 ▼     | 68,044 (1980)   | -                |
| 18.      | زالاجيرسيج  | مقاطعة زالا              | 21,668       | 62,212       | 59,499       | 58,829 ▼     | 62,121 (1990)   | -                |
| 19.      | أجر         | مقاطعة هفش               | 32,352       | 61,892       | 56,569       | 54,480 ▼     | 67,252 (1989)   | -                |

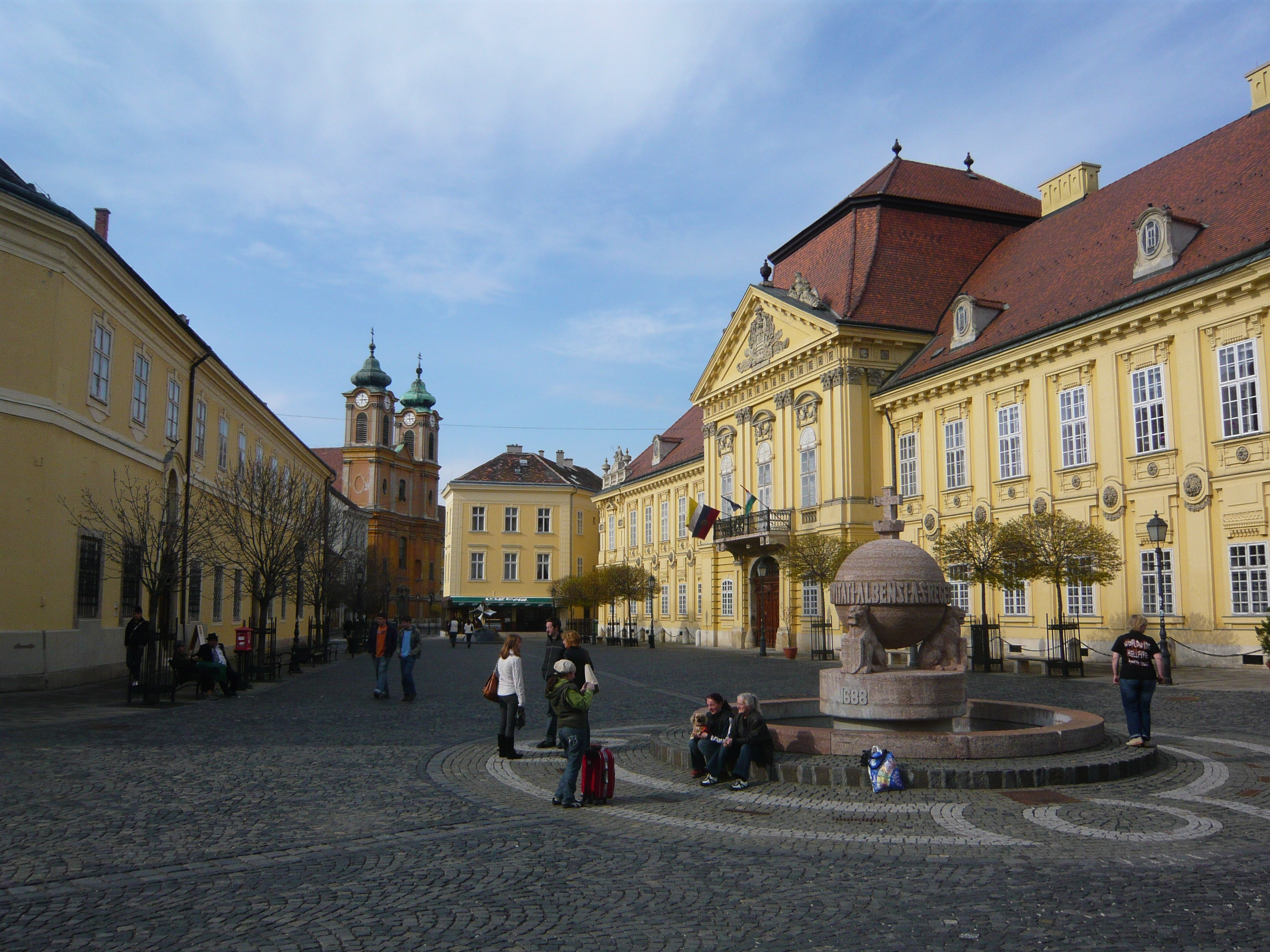
زيكيسفيرفار
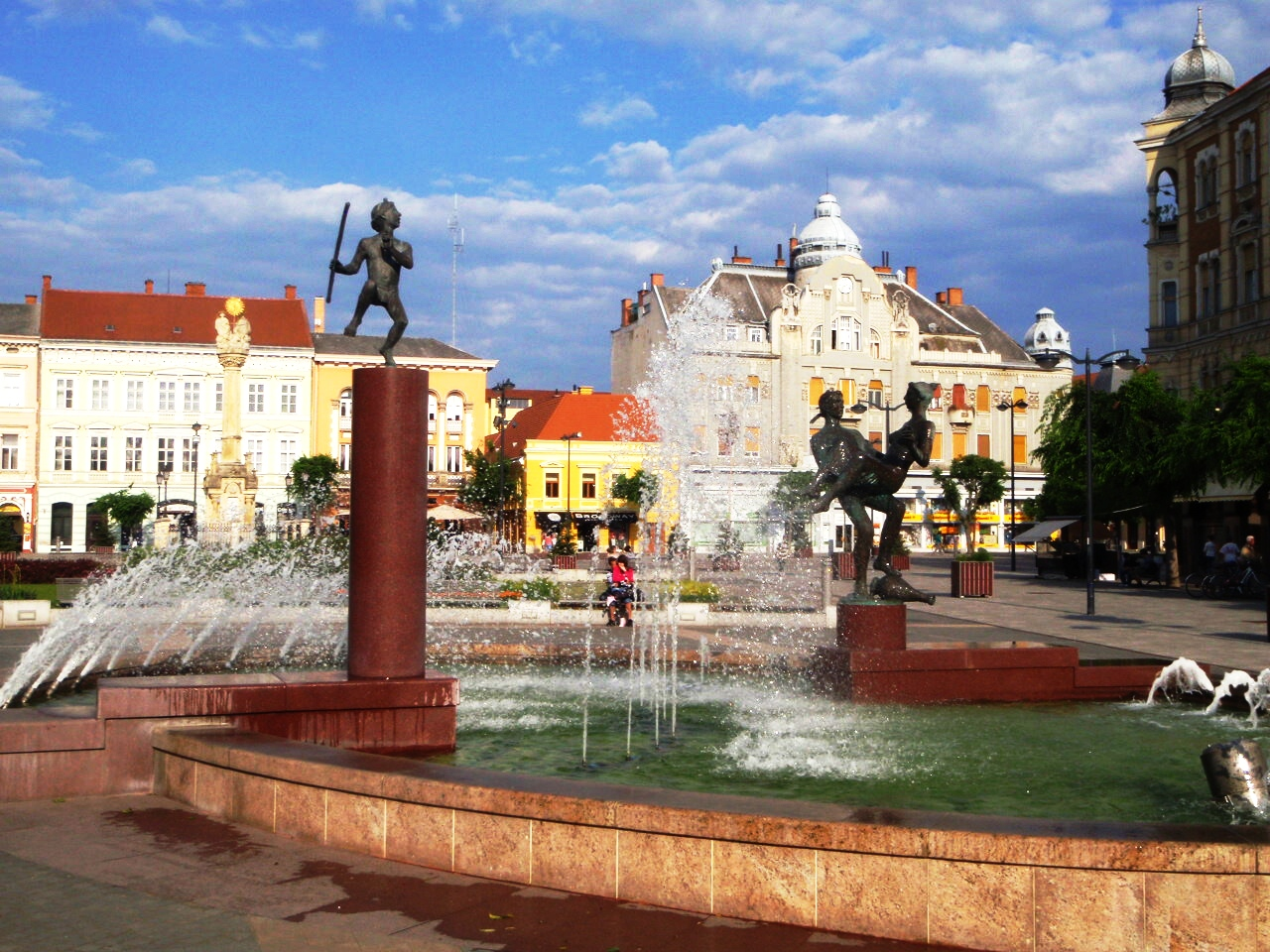
زومباثلى
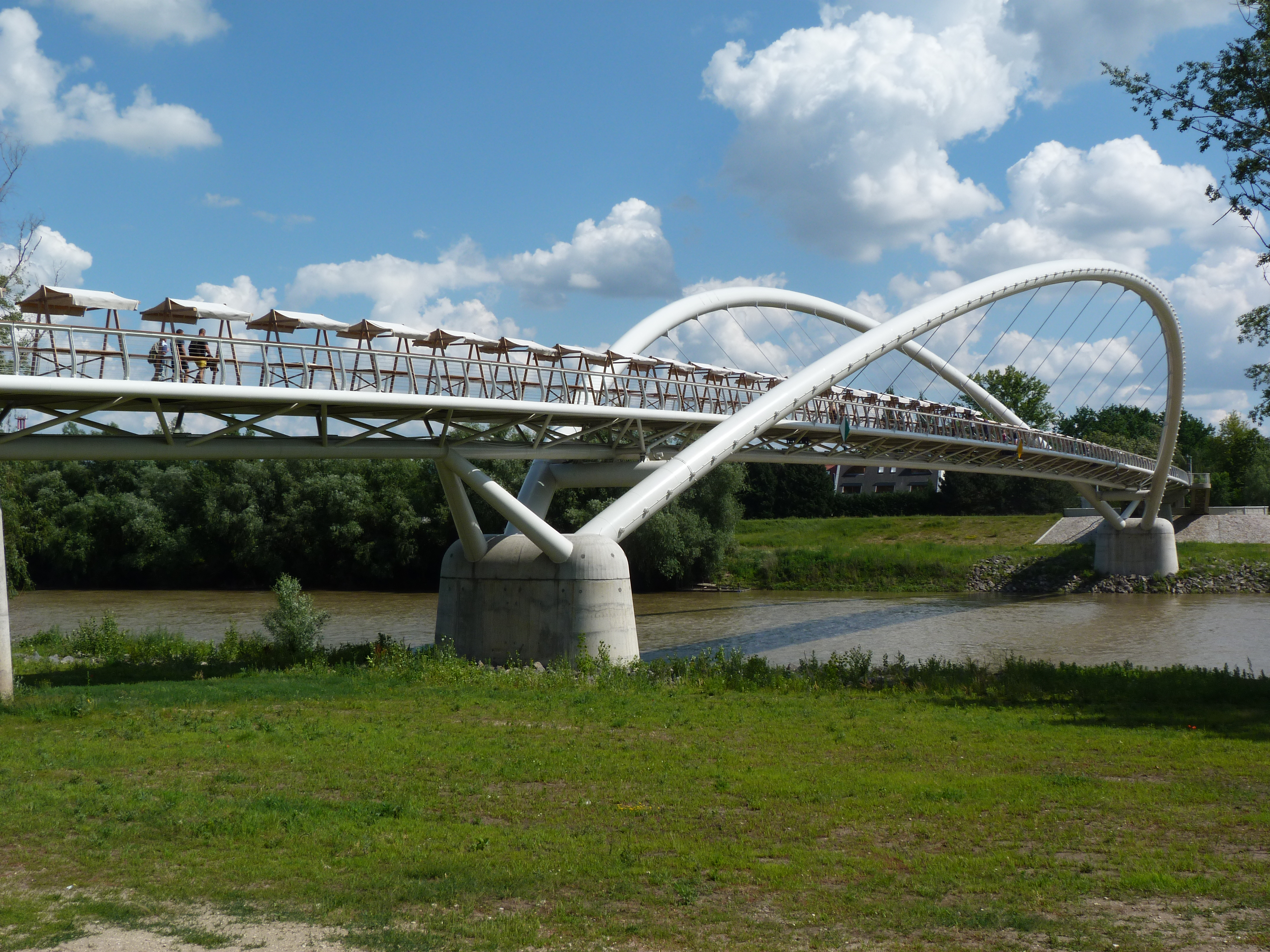
سزولنوك
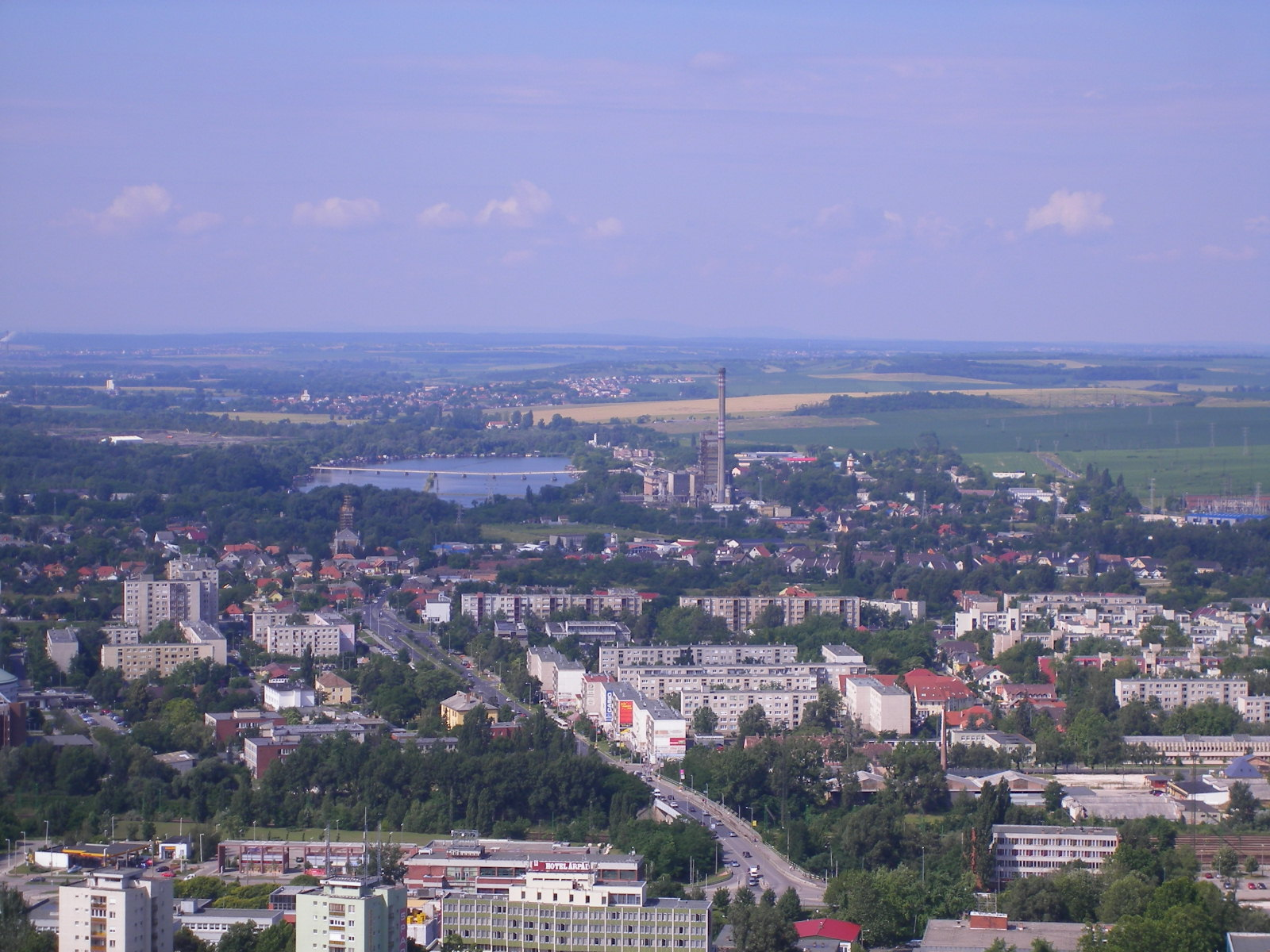
تاتابانيا
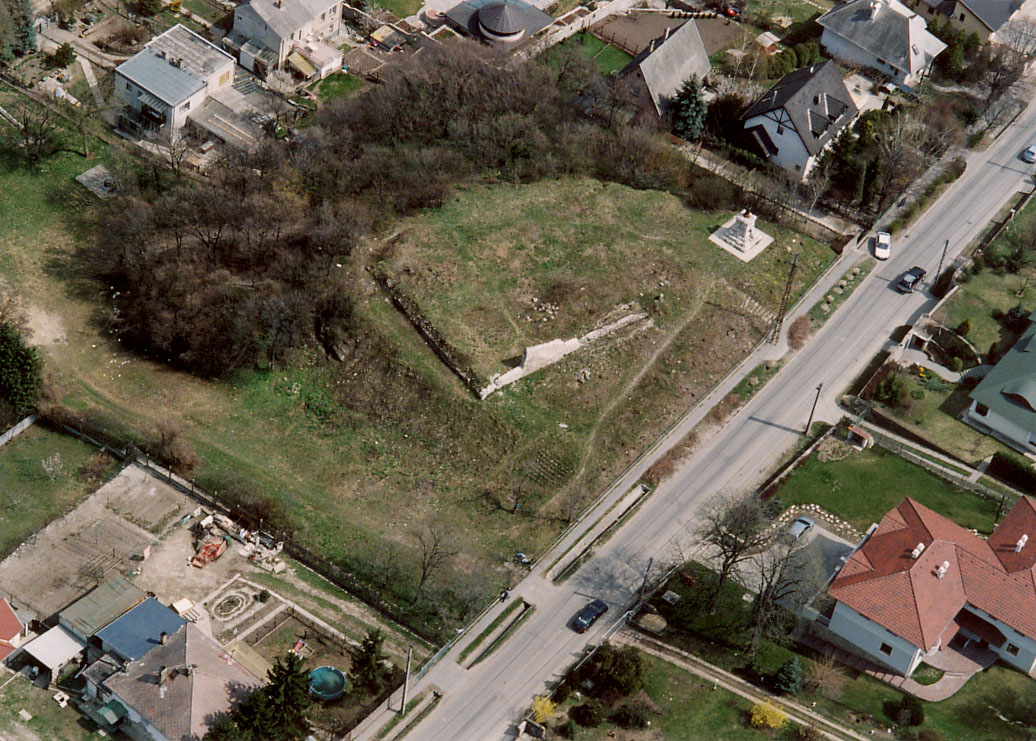
فاز
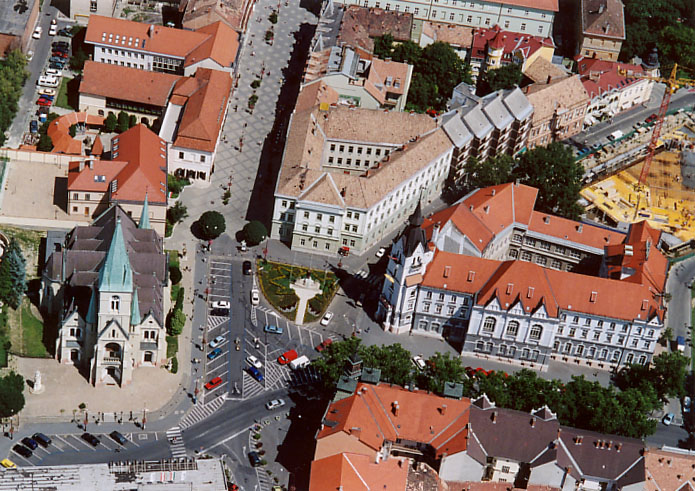
كابوسفار
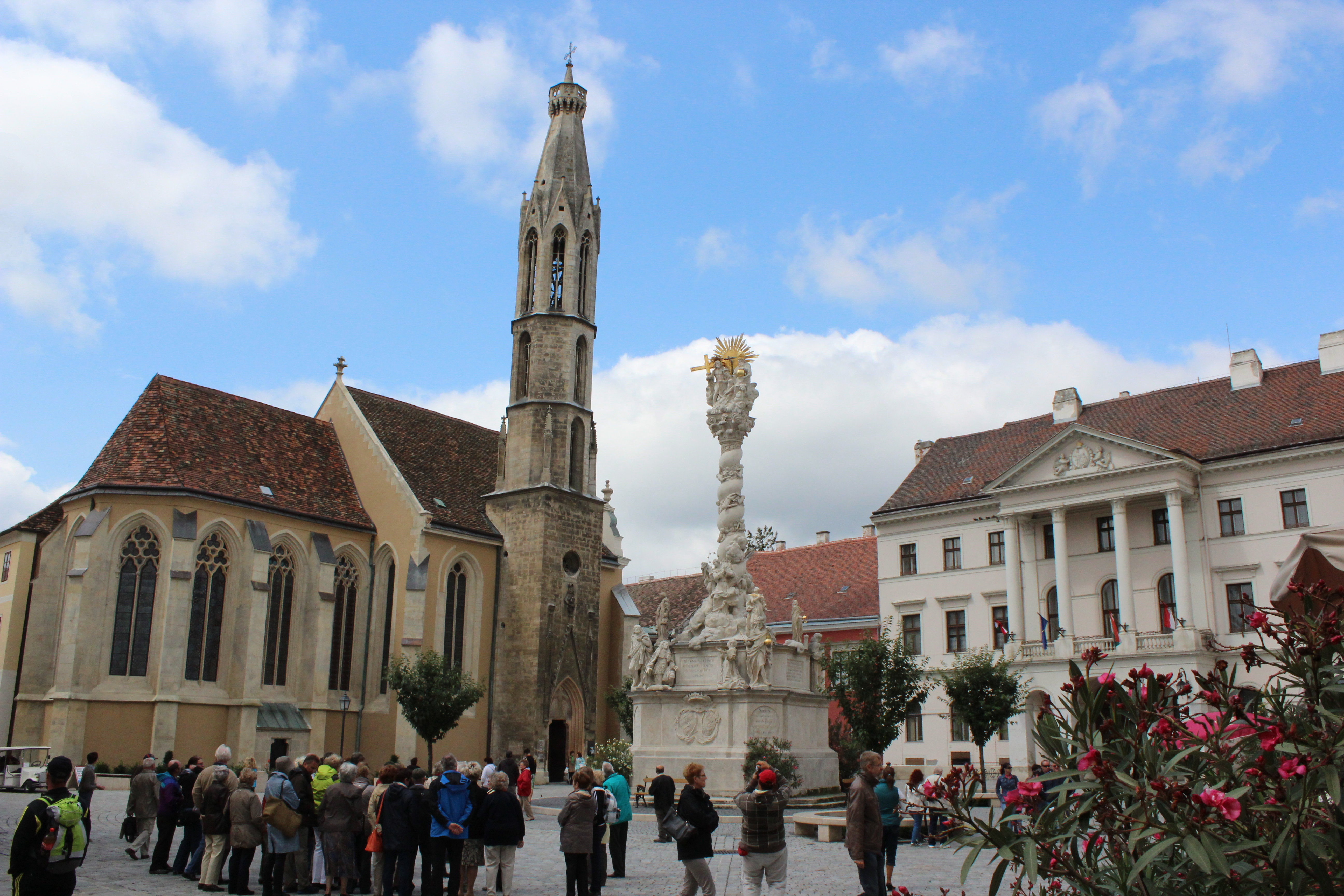
سوبرون
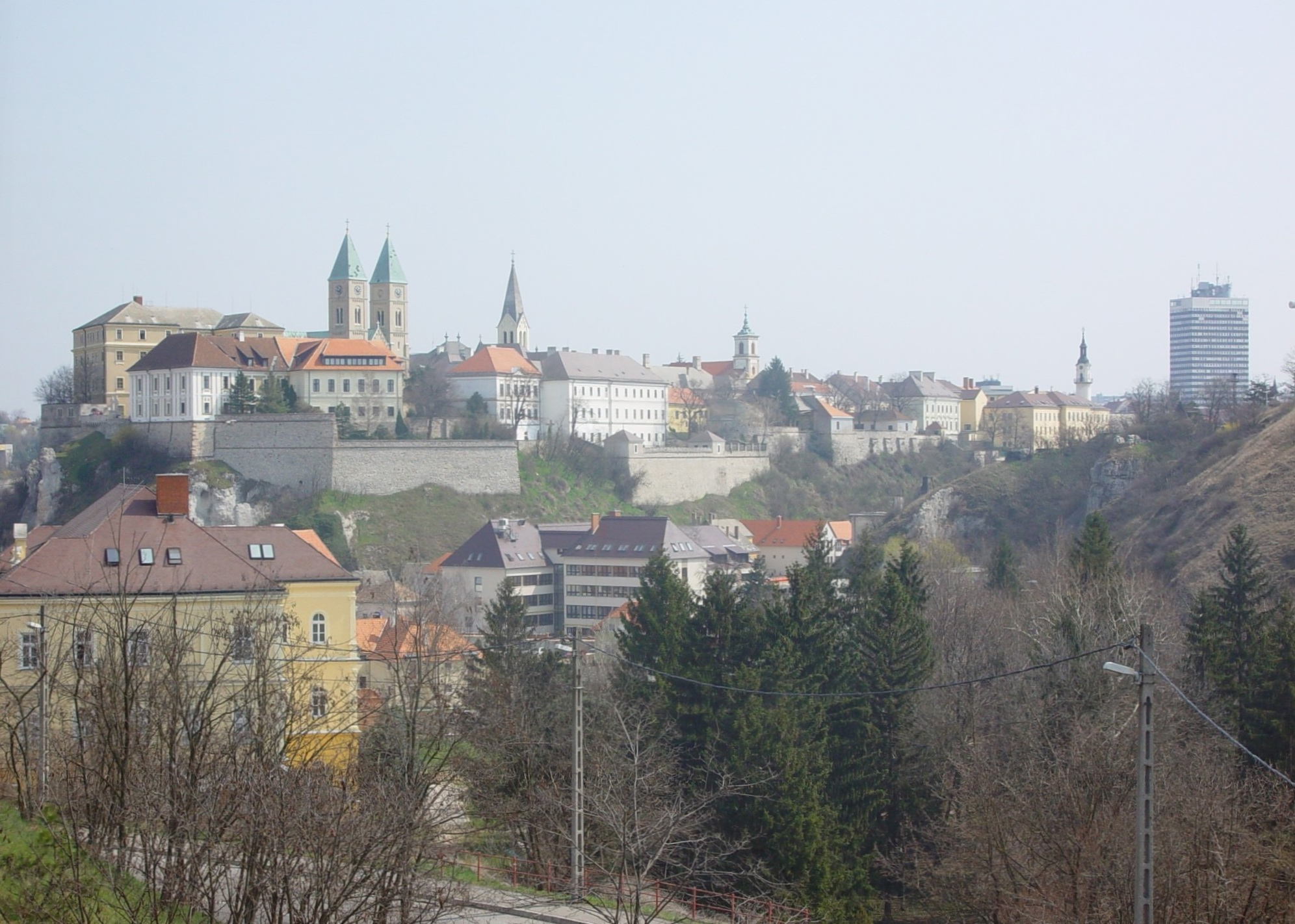
فيزبريم
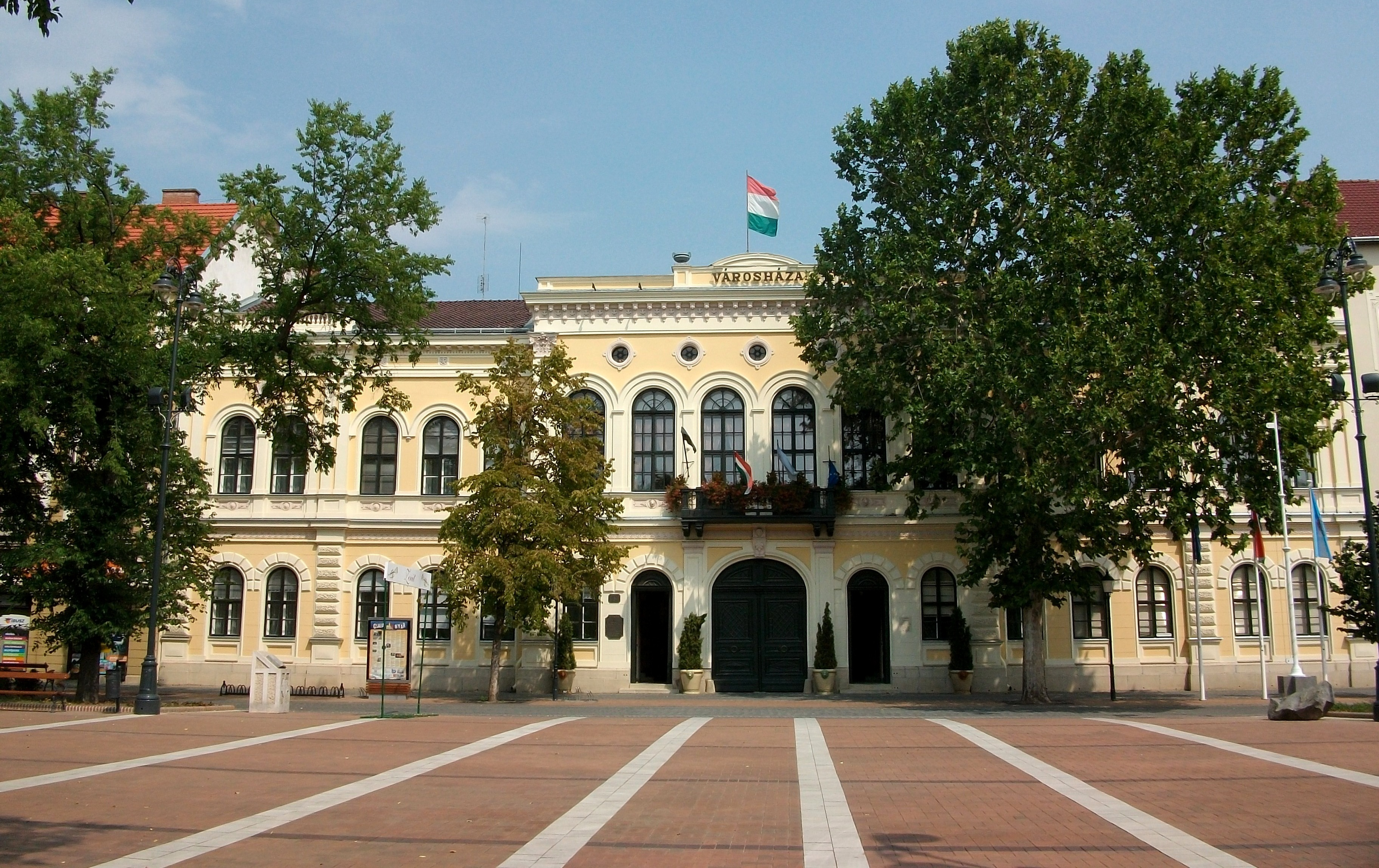
بيكيسكسابا
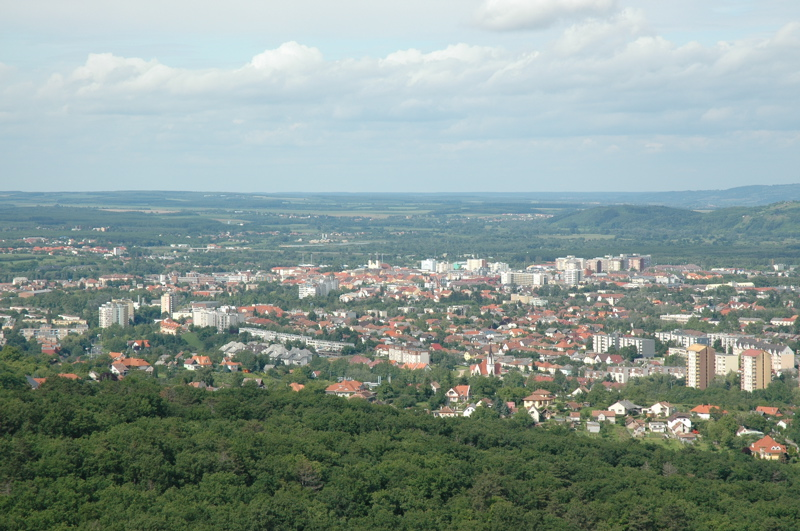
زالاجيرسيج
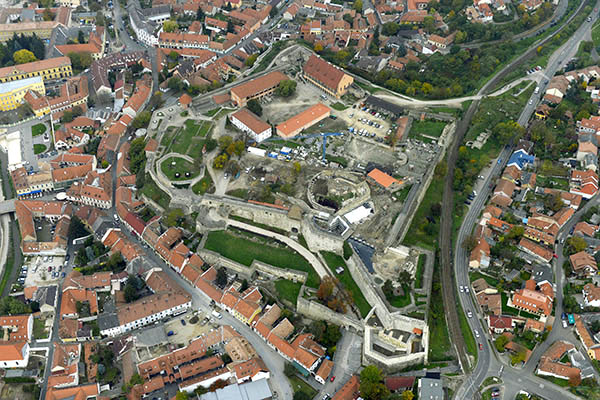
أجر

### 25،000-50،000 (المدن)
|          | مدينة                    | مقاطعات المجر              | تعداد السكان | تعداد السكان | تعداد السكان | أكثر عدد للسكان | مدينة كبرى(2016) |
| عام 1949 | مدينة                    | مقاطعات المجر              | عام 2011     | عام 2016     |              | أكثر عدد للسكان | مدينة كبرى(2016) |
| -------- | ------------------------ | -------------------------- | ------------ | ------------ | ------------ | --------------- | ---------------- |
| 20.      | ناجيكانيزسا              | مقاطعة زالا                | 33,158       | 49,026       | 47,683 ▼     | 54,052 (1990)   | -                |
| 21.      | دوناوجفاروس              | مقاطعة فيير                | 3,949        | 48,484       | 45,354 ▼     | 60,736 (1980)   | -                |
| 22.      | هدمزوفازارهلي            | مقاطعة تشونغراد            | 49,417       | 46,047       | 44,401 ▼     | 54,486 (1980)   | سيجد             |
| 23.      | دوناكيزي                 | مقاطعة بشت                 | 11,029       | 40,545       | 42,467 ▲     | 42,467 (2016)   | بودابست          |
| 24.      | زيجيتس زينت ميكلوس       | مقاطعة بشت                 | 5,865        | 34,708       | 36,330 ▲     | 36,330 (2016)   | بودابست          |
| 25.      | سغليد                    | مقاطعة بشت                 | 35,237       | 36,645       | 35,616 ▼     | 40,644 (1980)   | -                |
| 26.      | قطرة                     | مقاطعة باتش-كيشكون         | 27,936       | 36,267       | 35,411 ▼     | 40,497 (1988)   | -                |
| 27.      | سالجوتارجان              | مقاطعة نوغراد              | 32,571       | 37,262       | 35,188 ▼     | 50,120 (1980)   | -                |
| 28.      | أوزد                     | مقاطعة بورسود-آبائوي-زمبلن | 29,184       | 34,481       | 33,141 ▼     | 48,636 (1981)   | -                |
| 29.      | فاك (مدينة)              | مقاطعة بشت                 | 21,287       | 33,831       | 32,981 ▼     | 34,866 (1980)   | بودابست          |
| 30.      | موسونماجياروفار          | مقاطعة ديور-موشون-سوبرون   | 16,546       | 32,004       | 32,856 ▲     | 32,856 (2016)   | -                |
| 31.      | سكسارد                   | مقاطعة تولنا               | 16,354       | 34,296       | 32,844 ▼     | 39,005 (1989)   | -                |
| 32.      | غودولو                   | مقاطعة بشت                 | 12,216       | 32,522       | 32,437 ▲     | 32,437 (2016)   | بودابست          |
| 33.      | البابا                   | مقاطعة فسبرم               | 24,291       | 31,845       | 31,011 ▼     | 33,846 (1990)   | -                |
| 34.      | هايدوبوسورميني           | مقاطعة هايدو-بيهار         | 30,315       | 31,725       | 30,951 ▼     | 33,685 (1960)   | -                |
| 35.      | جيولا                    | مقاطعة بكيش                | 27,764       | 31,067       | 30.318 ▼     | 34,533 (1980)   | بيكيسكسابا       |
| 36.      | لؤلؤي ‏                   | مقاطعة هفش                 | 21,969       | 31,754       | 29,920 ▼     | 36,928 (1980)   | -                |
| 37.      | كيسكونفيليغيهازا         | مقاطعة باتش-كيشكون         | 31,470       | 29,798       | 29,138 ▼     | 35,414 (1980)   | -                |
| 38.      | بوداورس                  | مقاطعة بشت                 | 7,639        | 26,921       | 28,394 ▲     | 28,394 (2016)   | بودابست          |
| 39.      | شفاه                     | مقاطعة فسبرم               | 11,843       | 29,373       | 28,284 ▼     | 33,863 (1991)   | -                |
| 40.      | أوروشازا                 | مقاطعة بكيش                | 31,429       | 29,296       | 28,093 ▼     | 36,255 (1980)   | -                |
| 41.      | ازترغوم                  | مقاطعة كوماروم-إستركوم     | 20,040       | 28,759       | 27,990 ▼     | 30,928 (2009)   | -                |
| 42.      | زينتيس                   | مقاطعة تشونغراد            | 32,769       | 28,745       | 27,695 ▼     | 35,317 (1980)   | -                |
| 43.      | كيسكونهالاس [الإنجليزية] | مقاطعة باتش-كيشكون         | 22,547       | 28,414       | 27,470 ▼     | 30,604 (1980)   | -                |
| 44.      | كزينكبرسكا               | مقاطعة بورسود-آبائوي-زمبلن | 5,029        | 28,967       | 27,078 ▼     | 37,442 (1980)   | -                |
| 45.      | جاسزبيريني               | مقاطعة ياس-نادكون-سولنك    | 27,528       | 27,087       | 26,235 ▼     | 31,402 (1980)   | -                |
| 46.      | سانتاندري                | مقاطعة بشت                 | 9,283        | 24,959       | 25,802 ▲     | 25,802 (2016)   | بودابست          |
| 47.      | سيوفوك                   | مقاطعة شومود               | 10,009       | 25,350       | 25,364 ▲     | 25,441 (2013)   | -                |

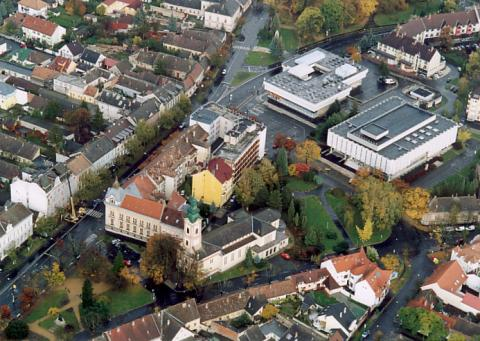
ناجيكانيزسا
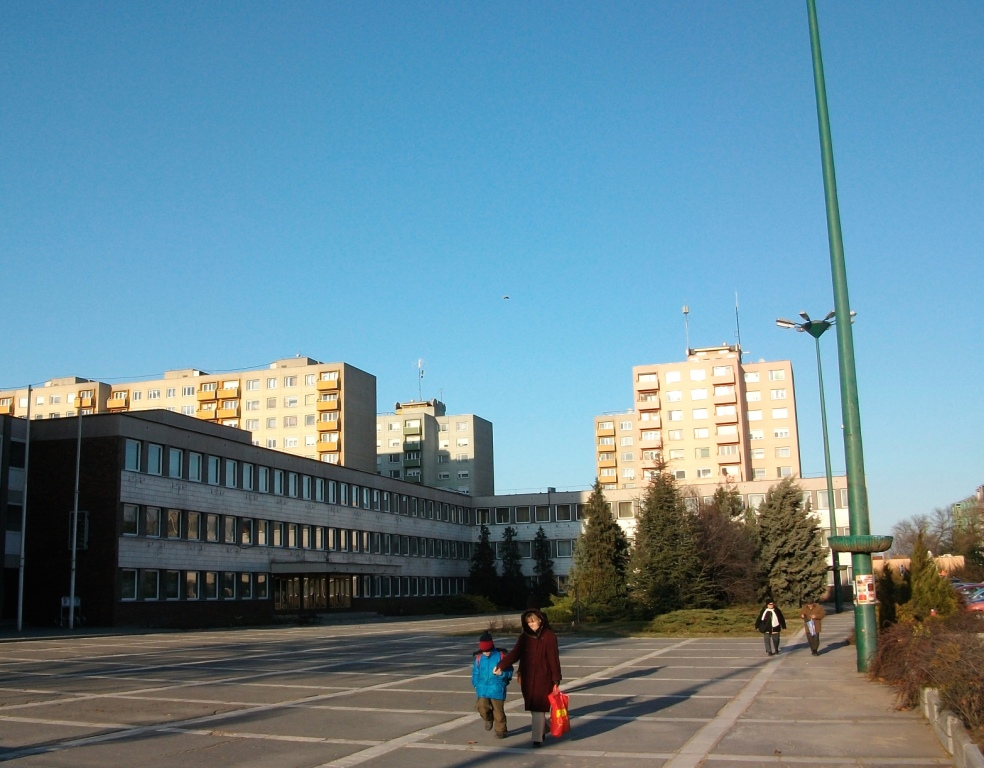
دوناوجفاروس
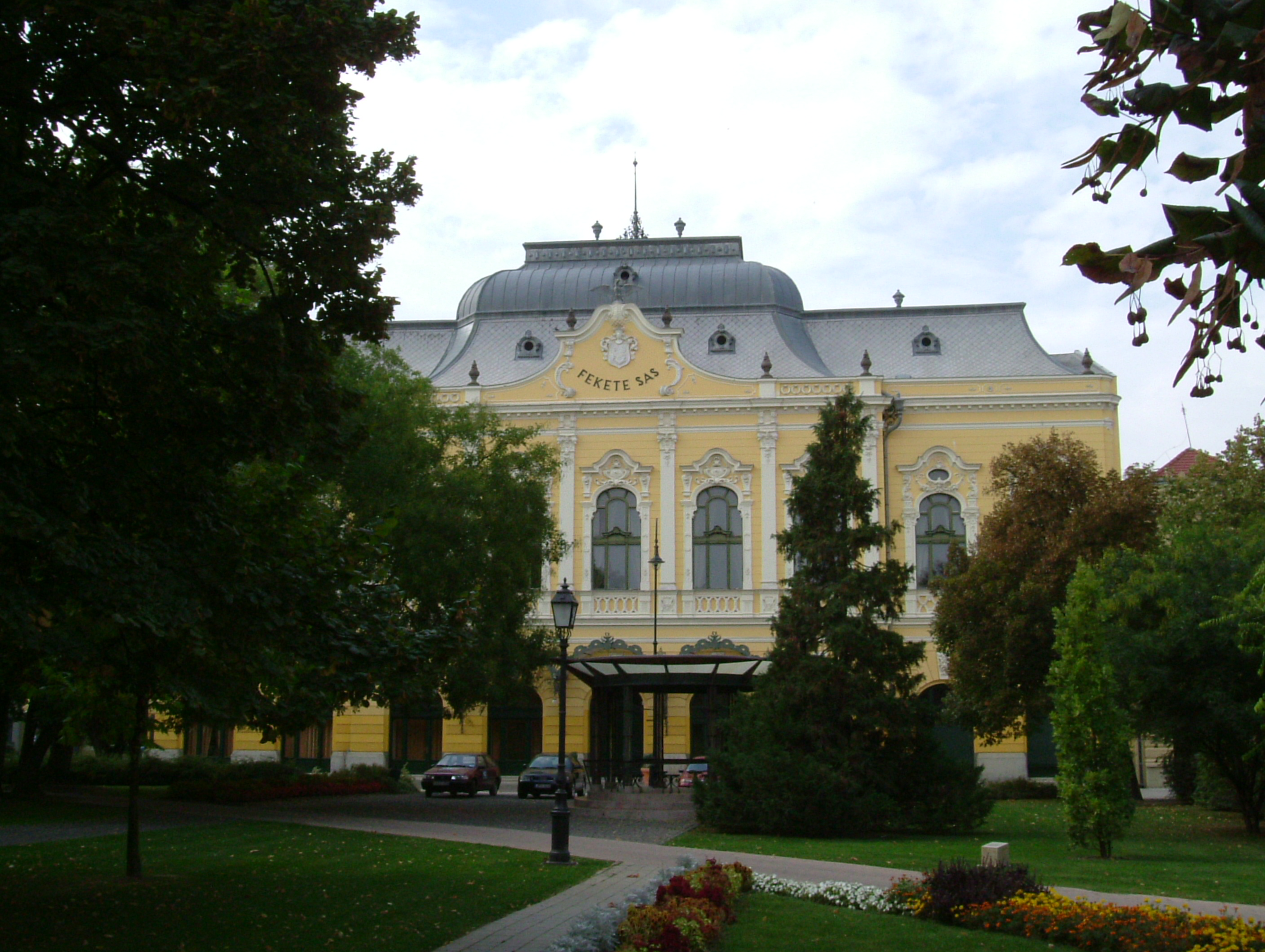
هدمزوفازارهلي
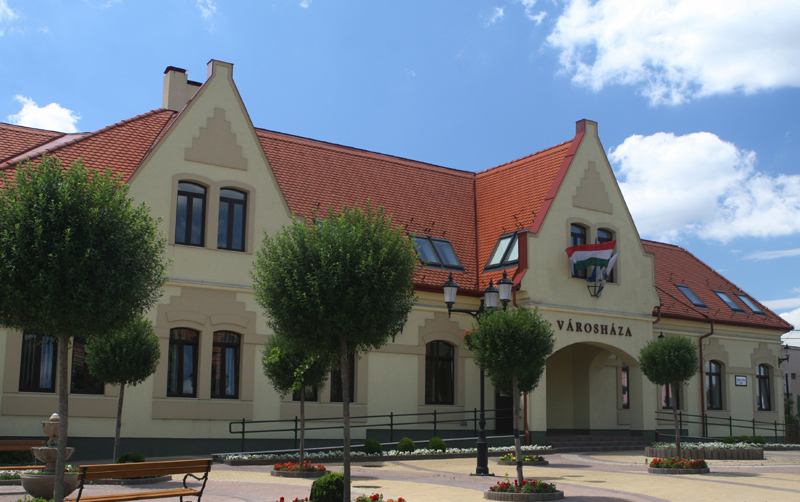
دوناكيزي
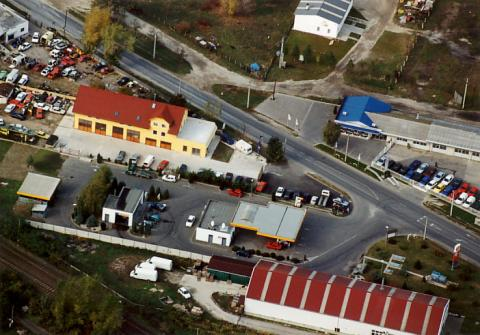
زيجيتس زينت ميكلوس
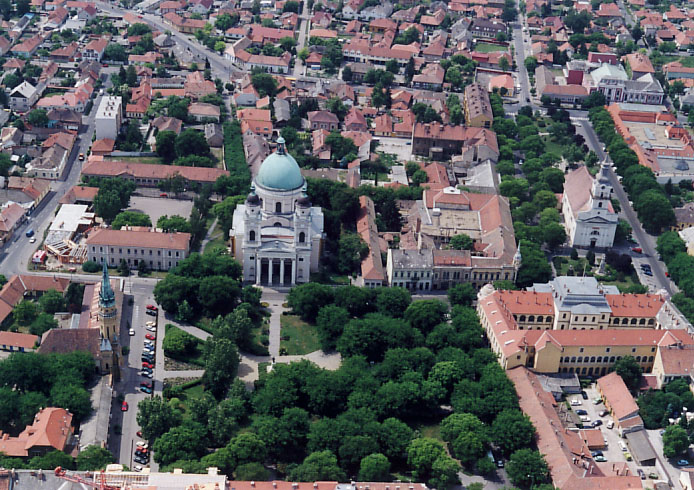
كاجليد
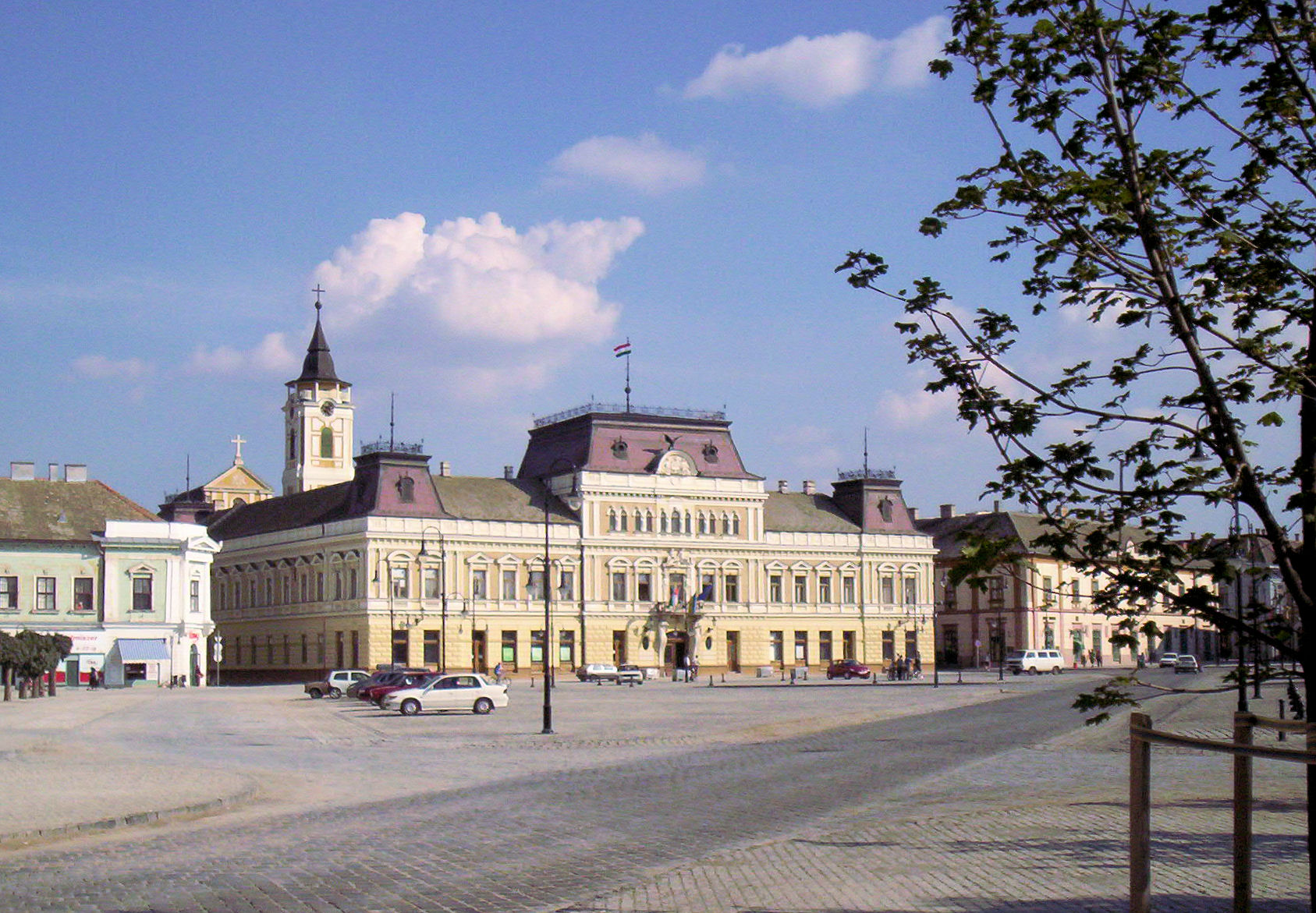
قطرة
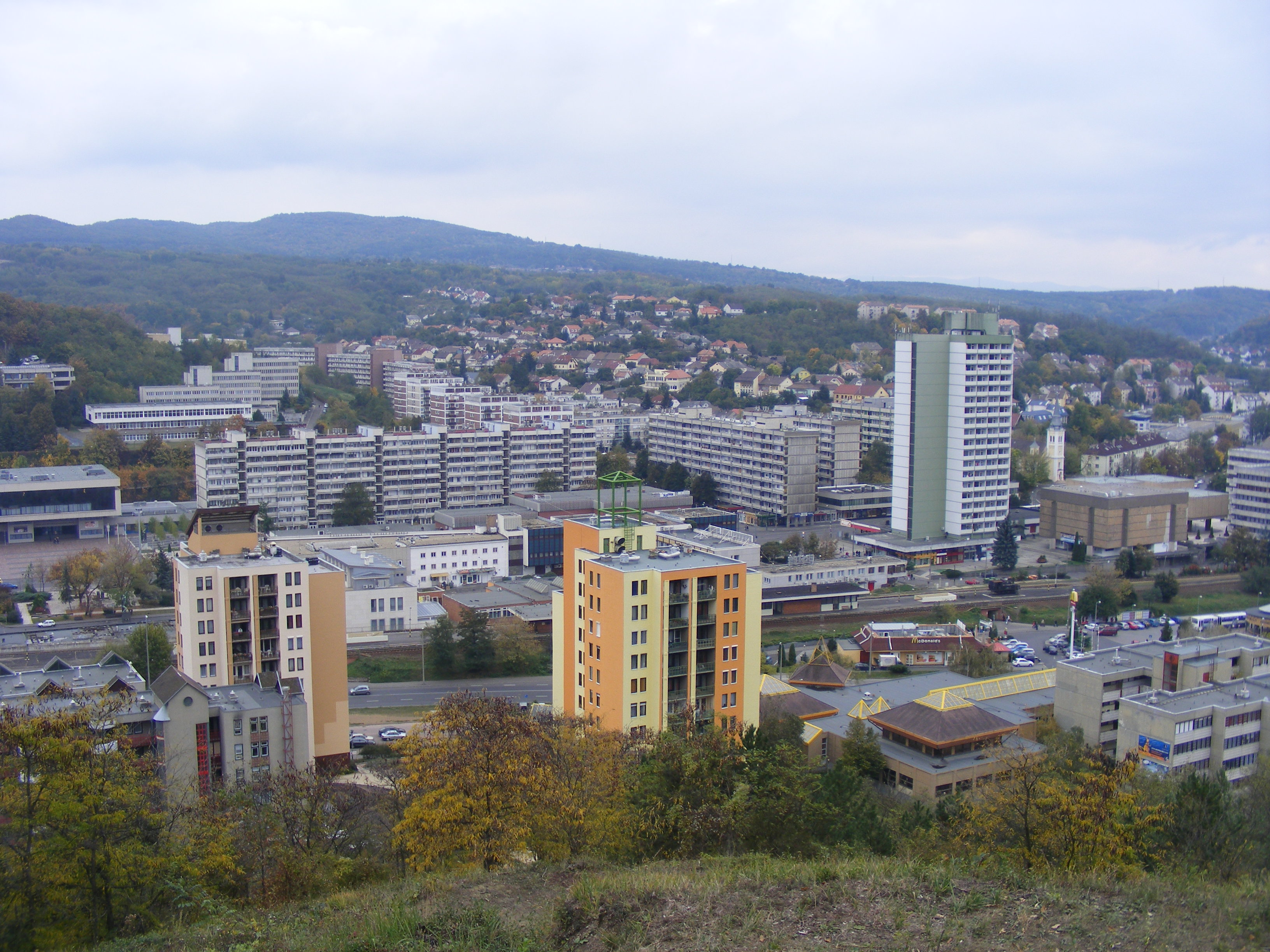
Salgótarján
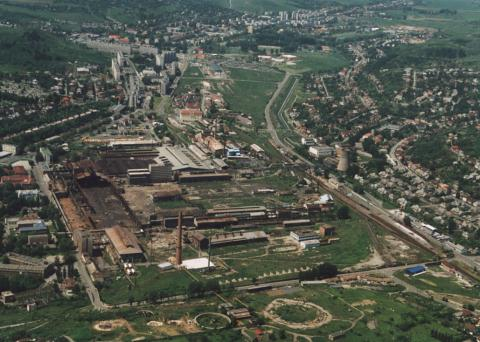
أوزد
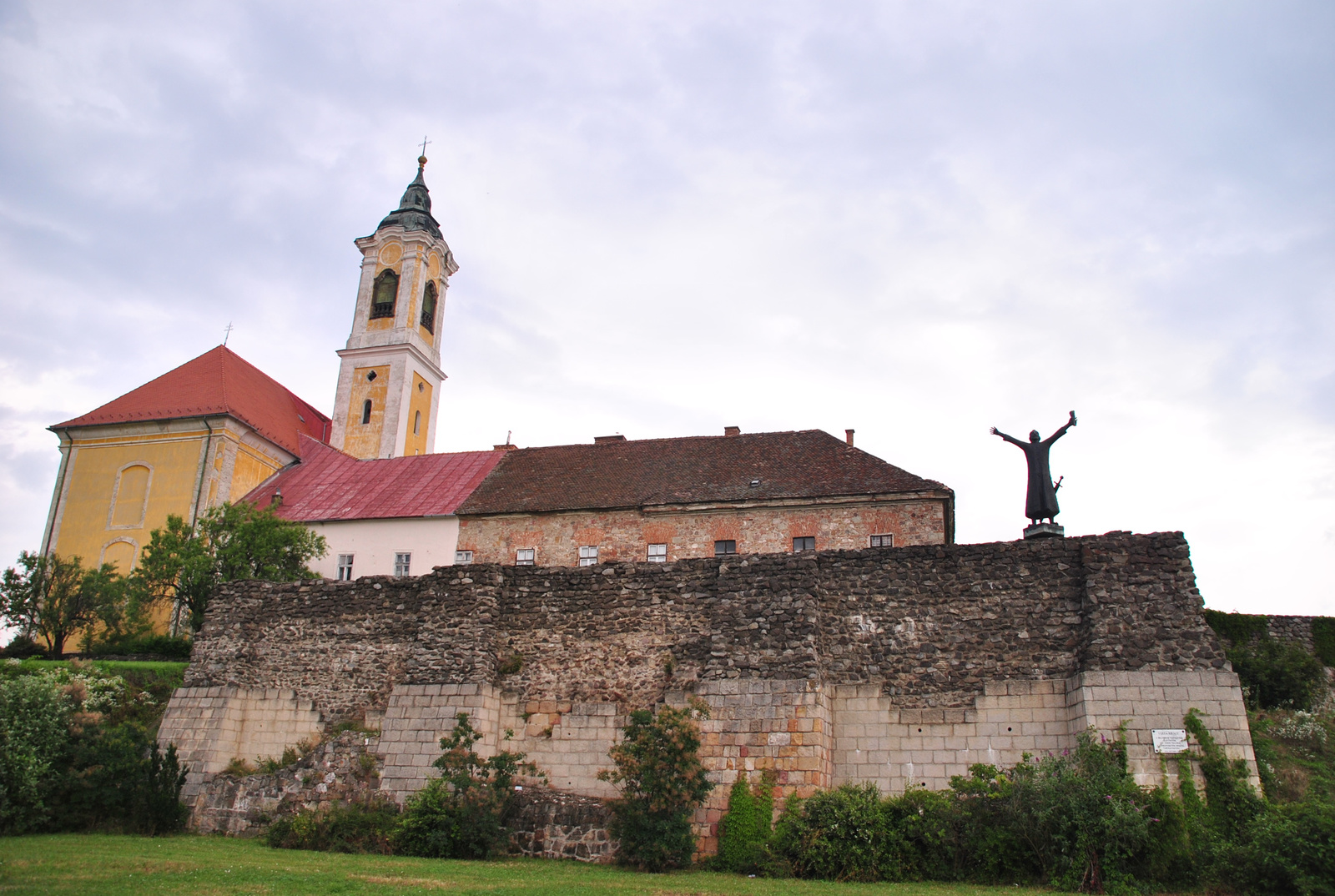
السلوفاكية
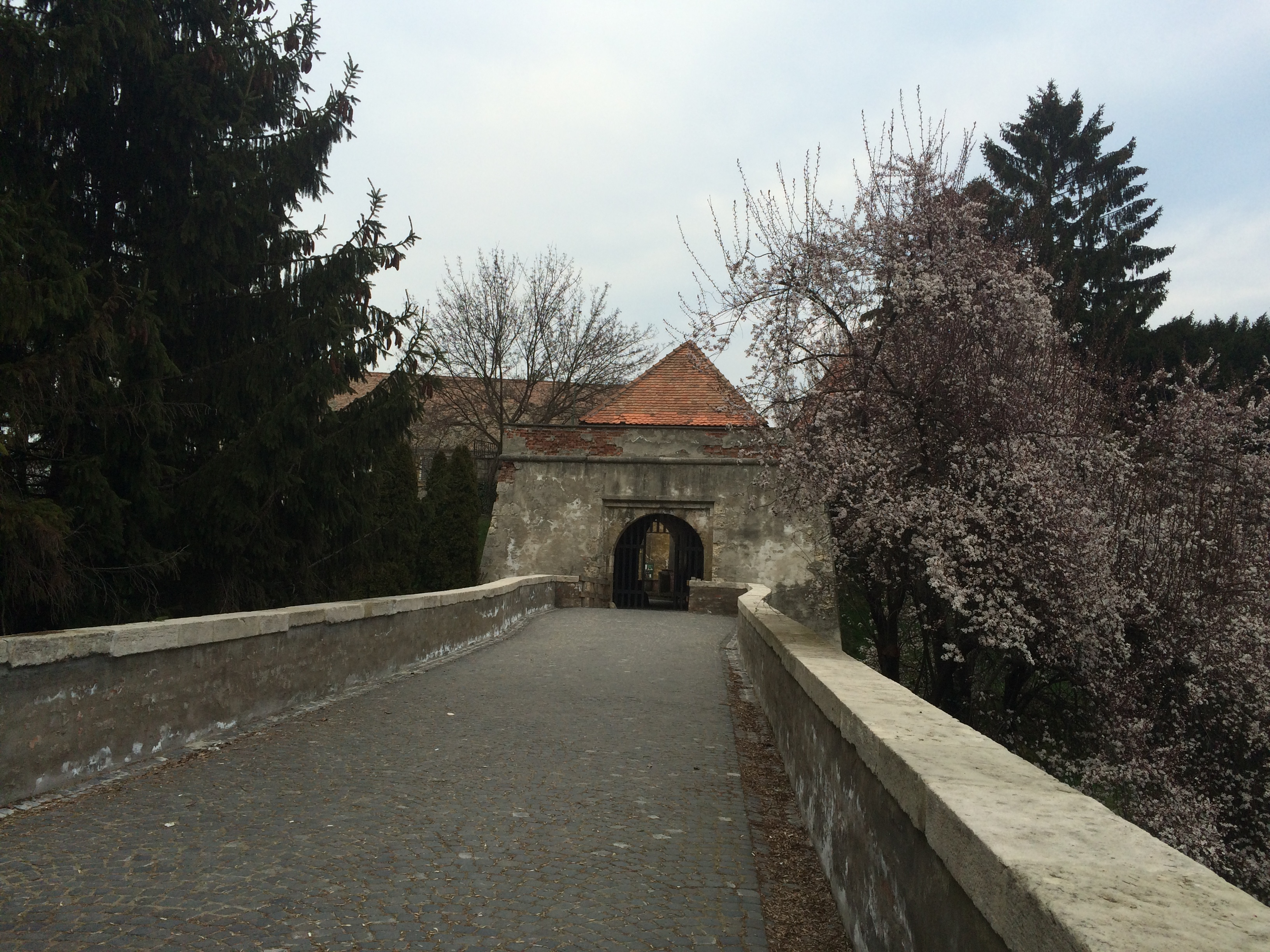
موسونماجياروفار
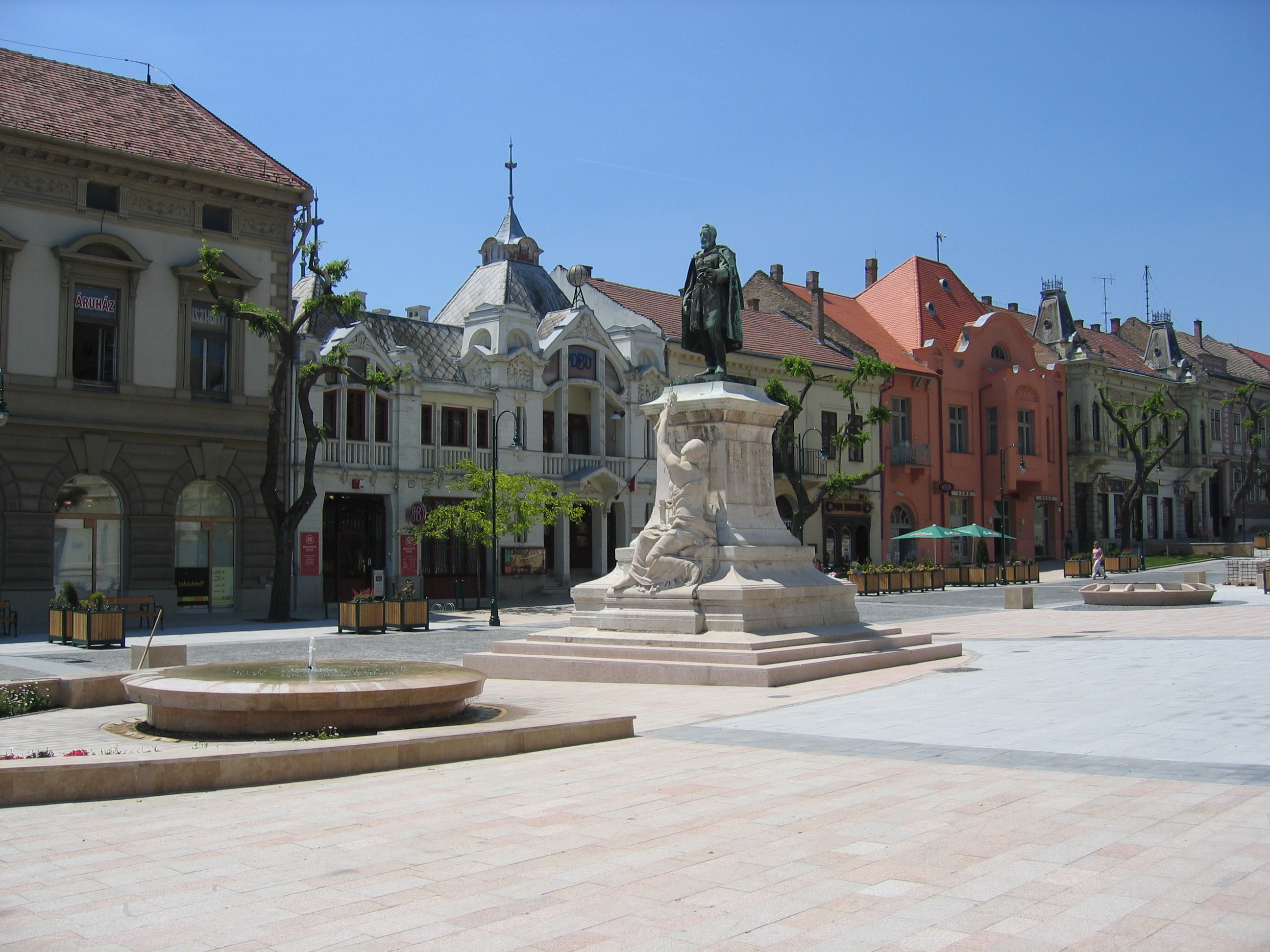
سكسارد
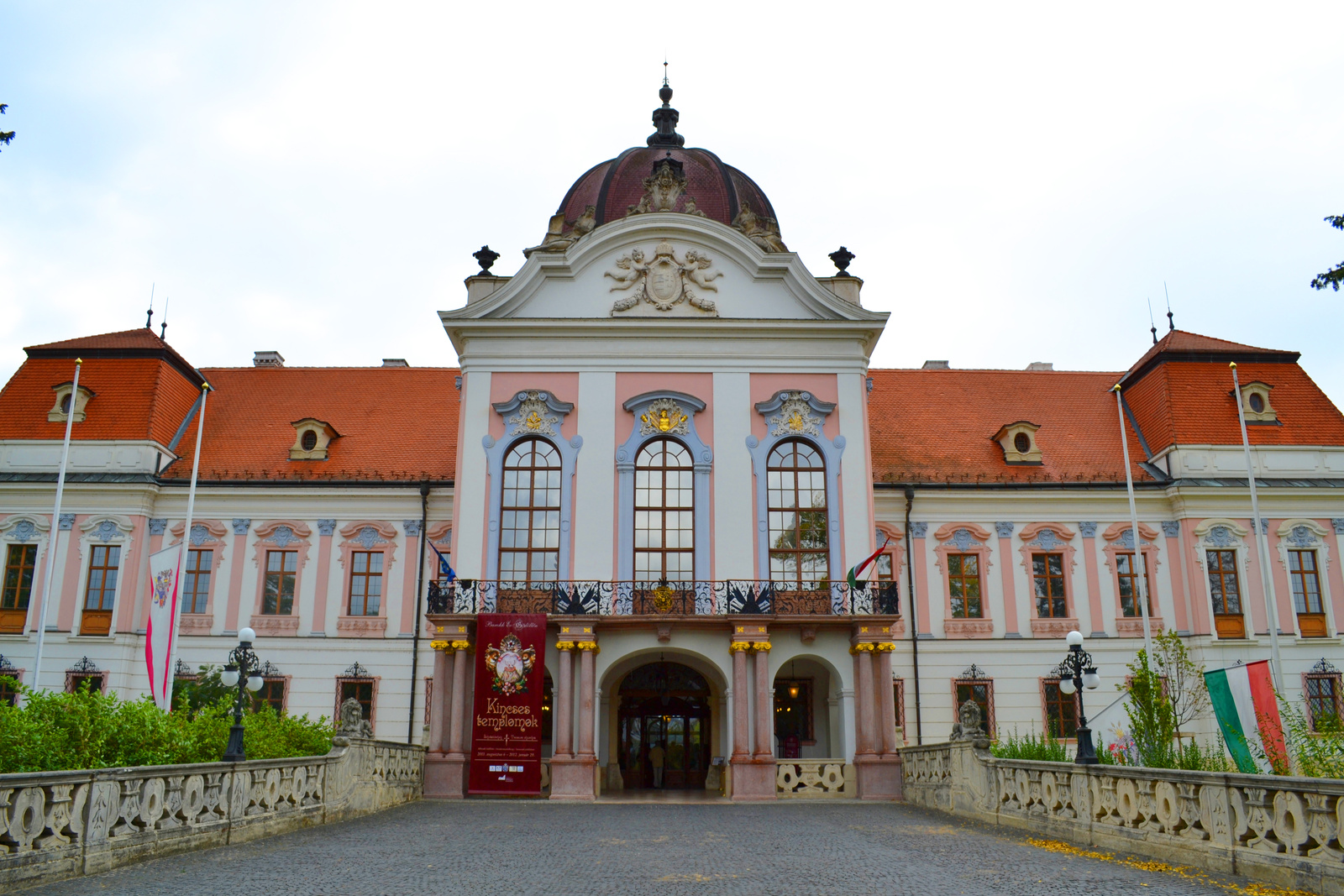
غودولو
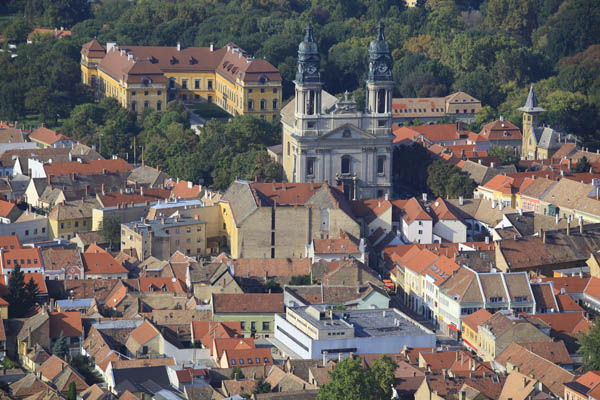
البابا
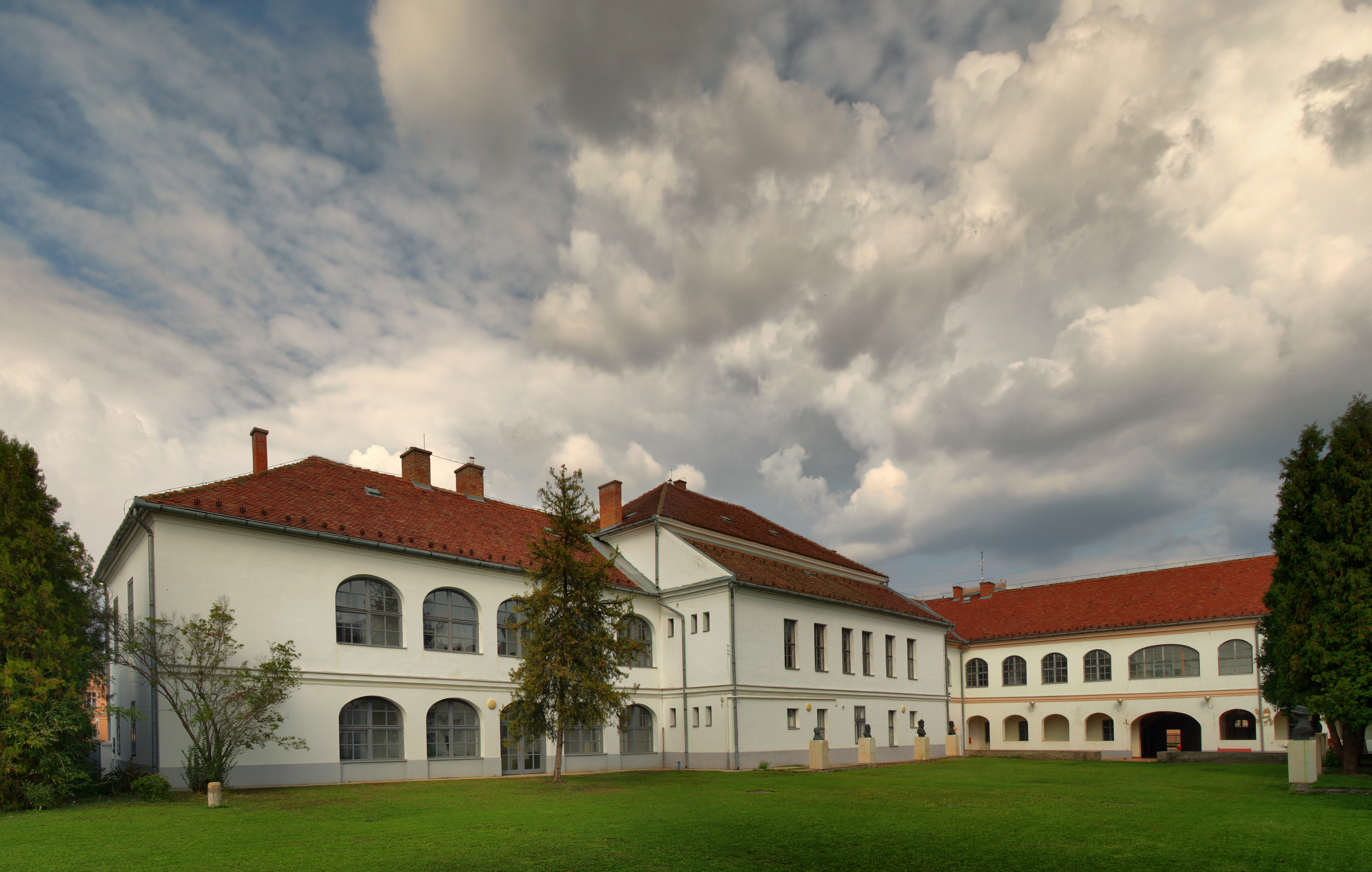
هايدوبوسورميني
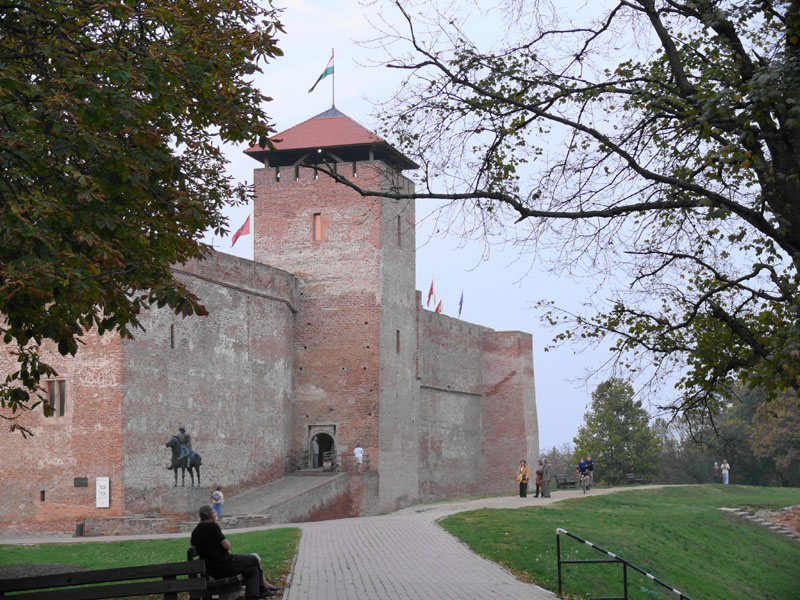
جيولا
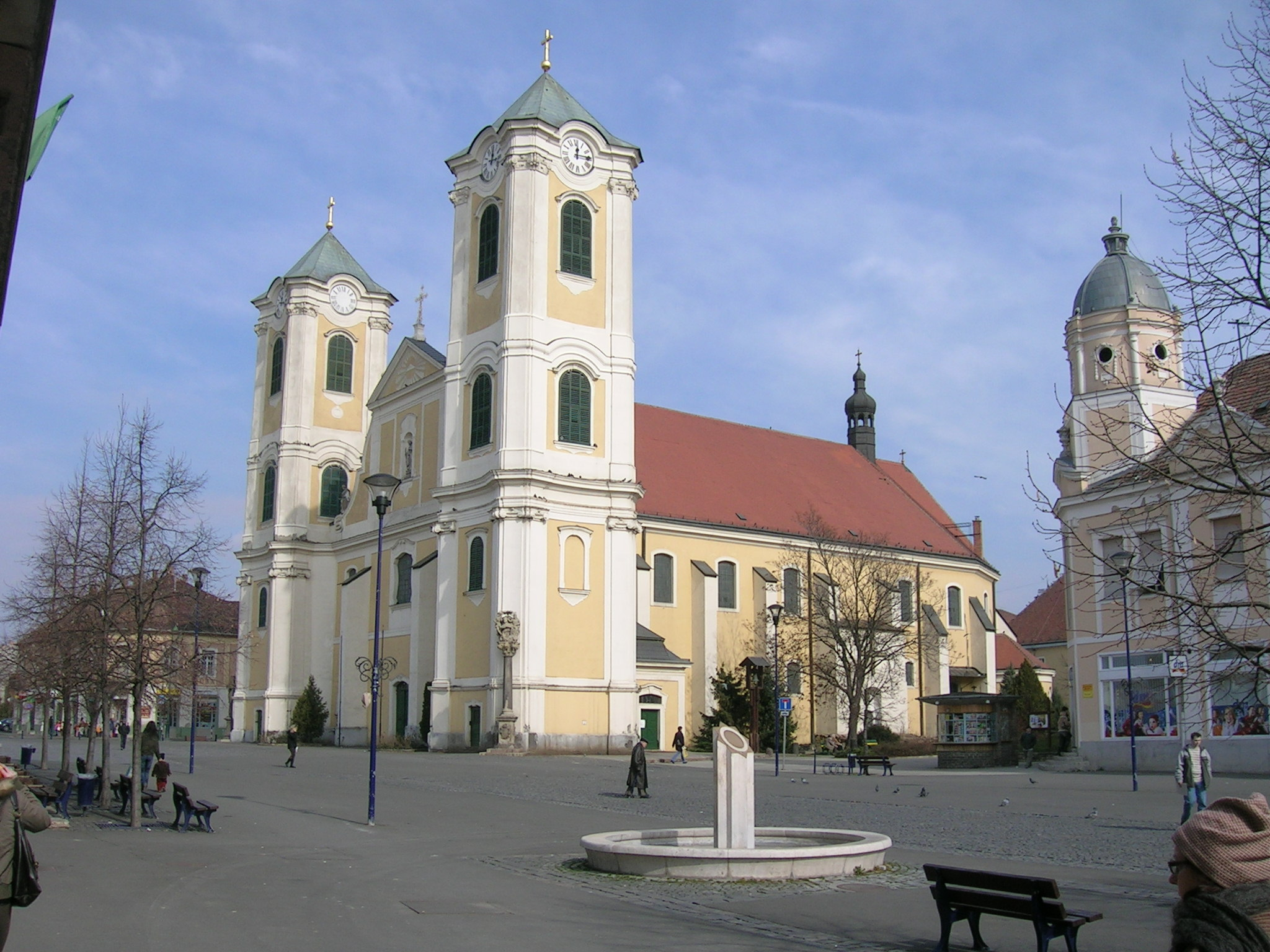
Gyöngyös
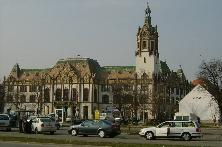
كيسكونفيليغيهازا
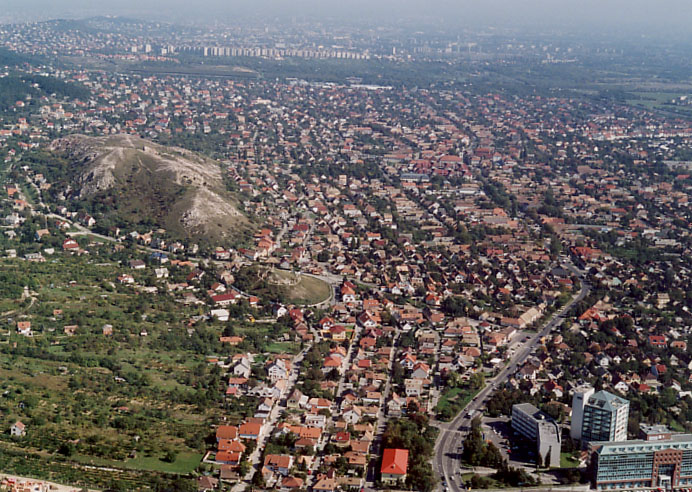
بوداورس
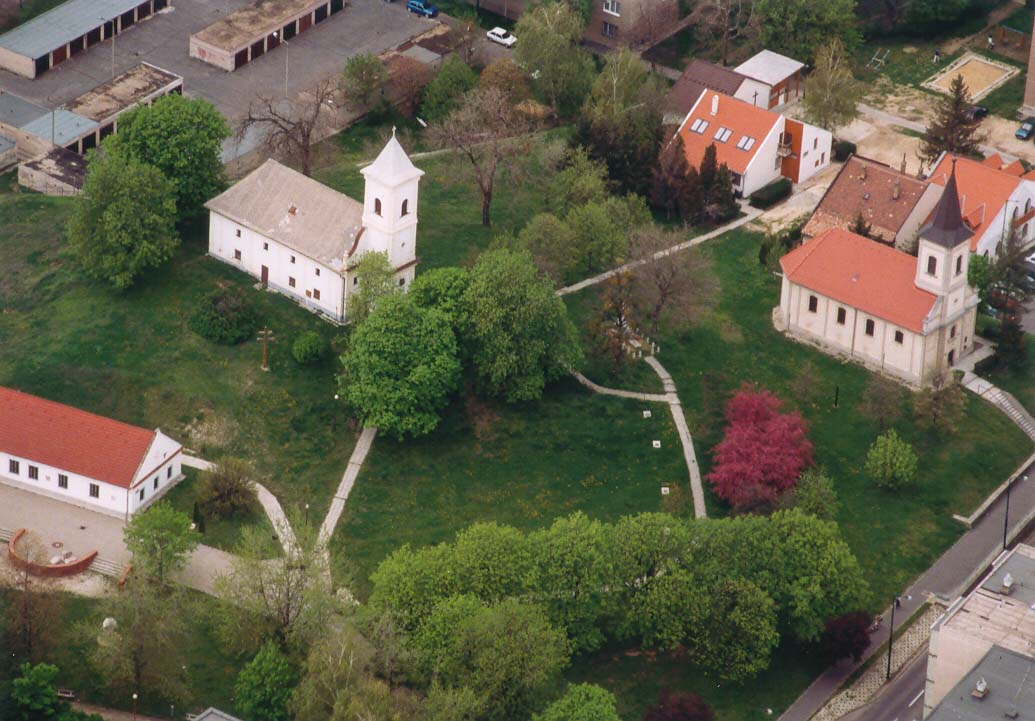
شفاه
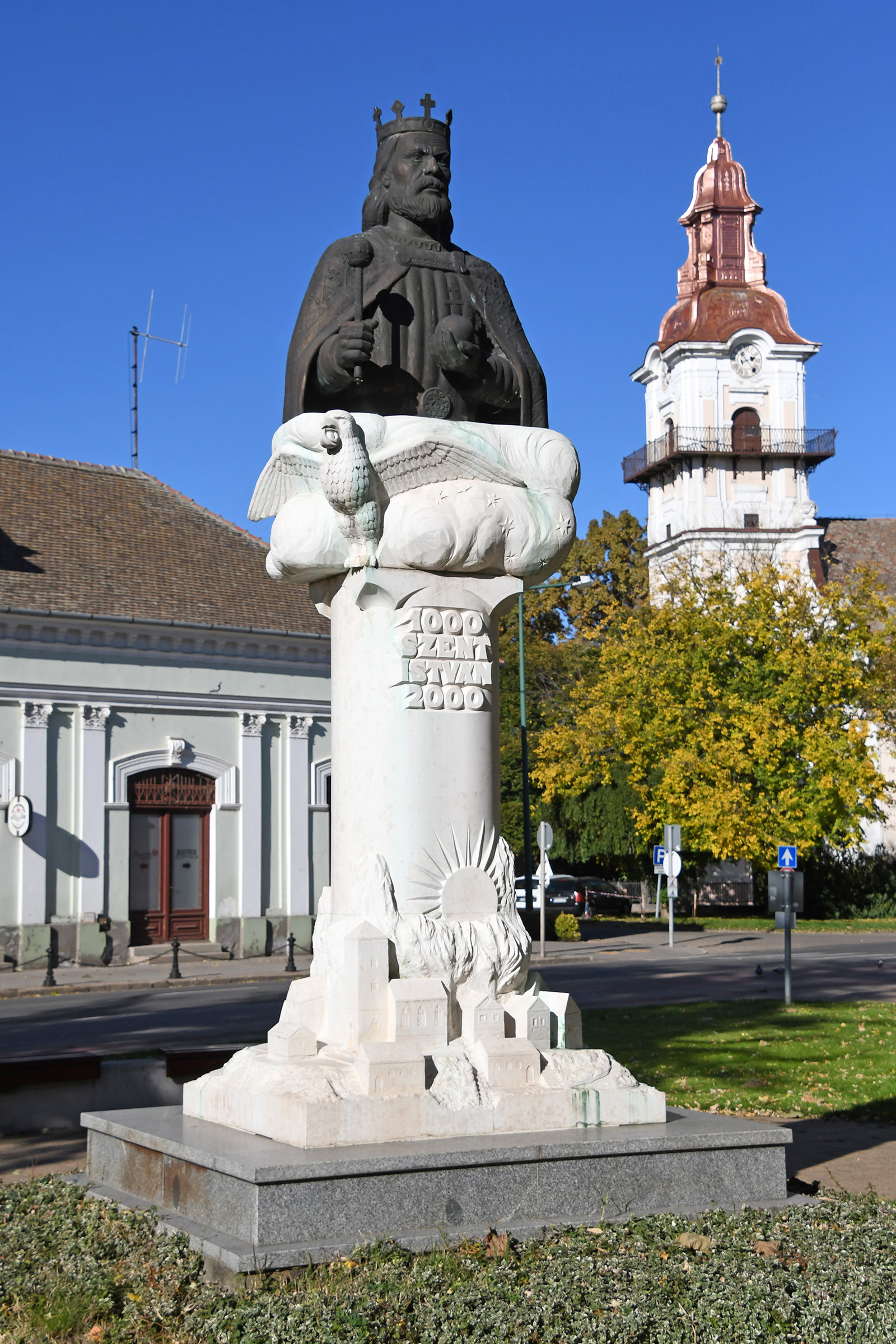
أوروشازا
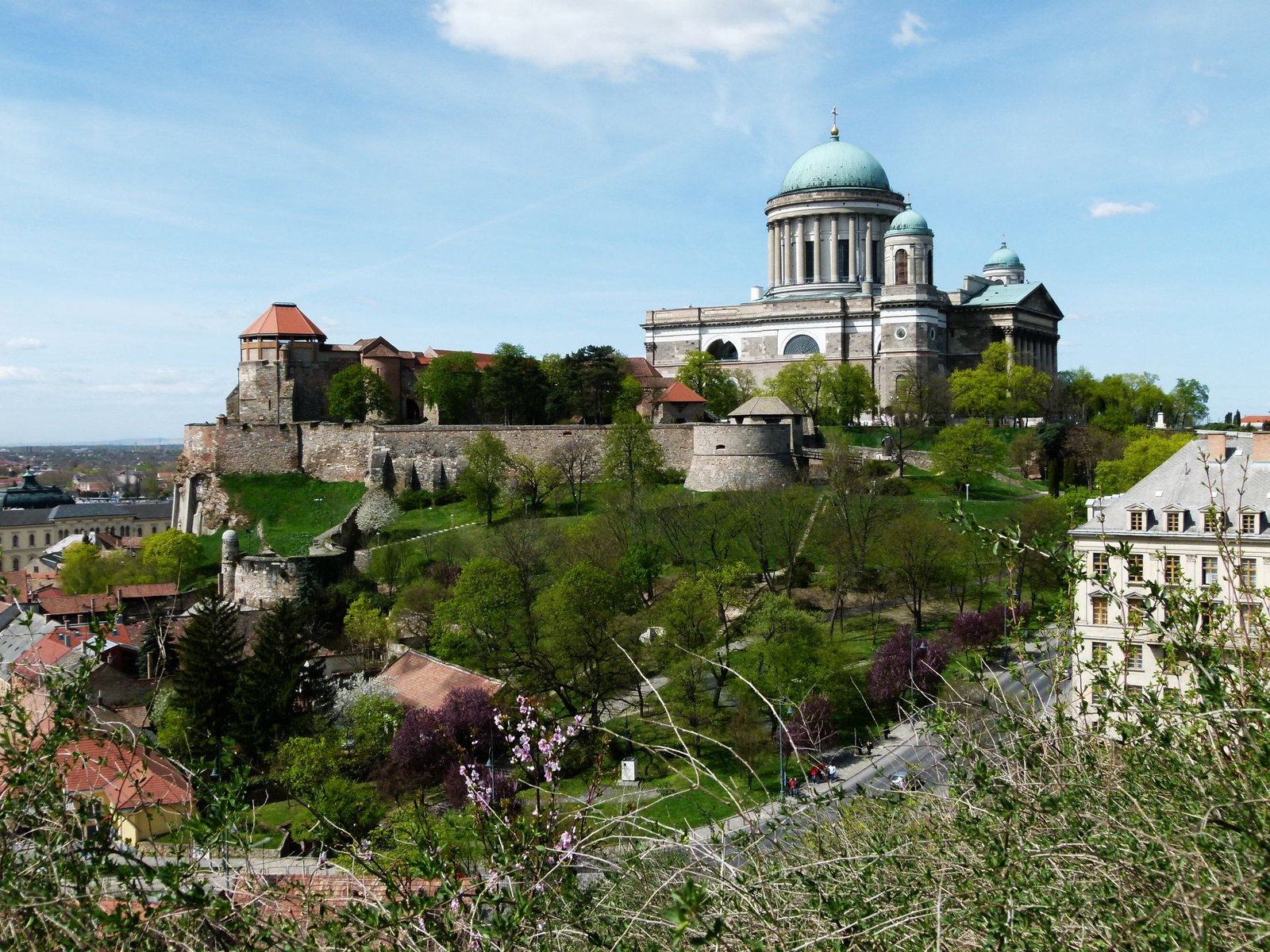
إزترغوم
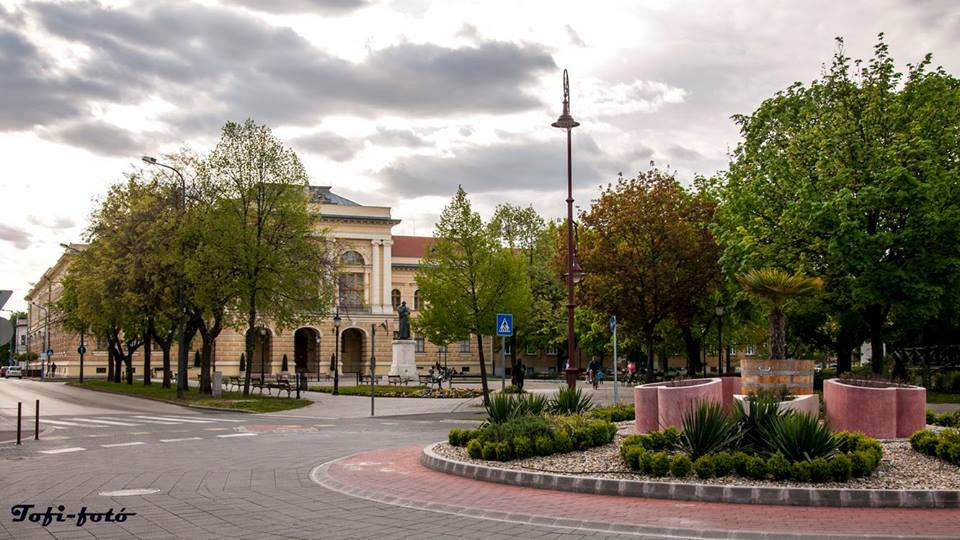
زينتيس
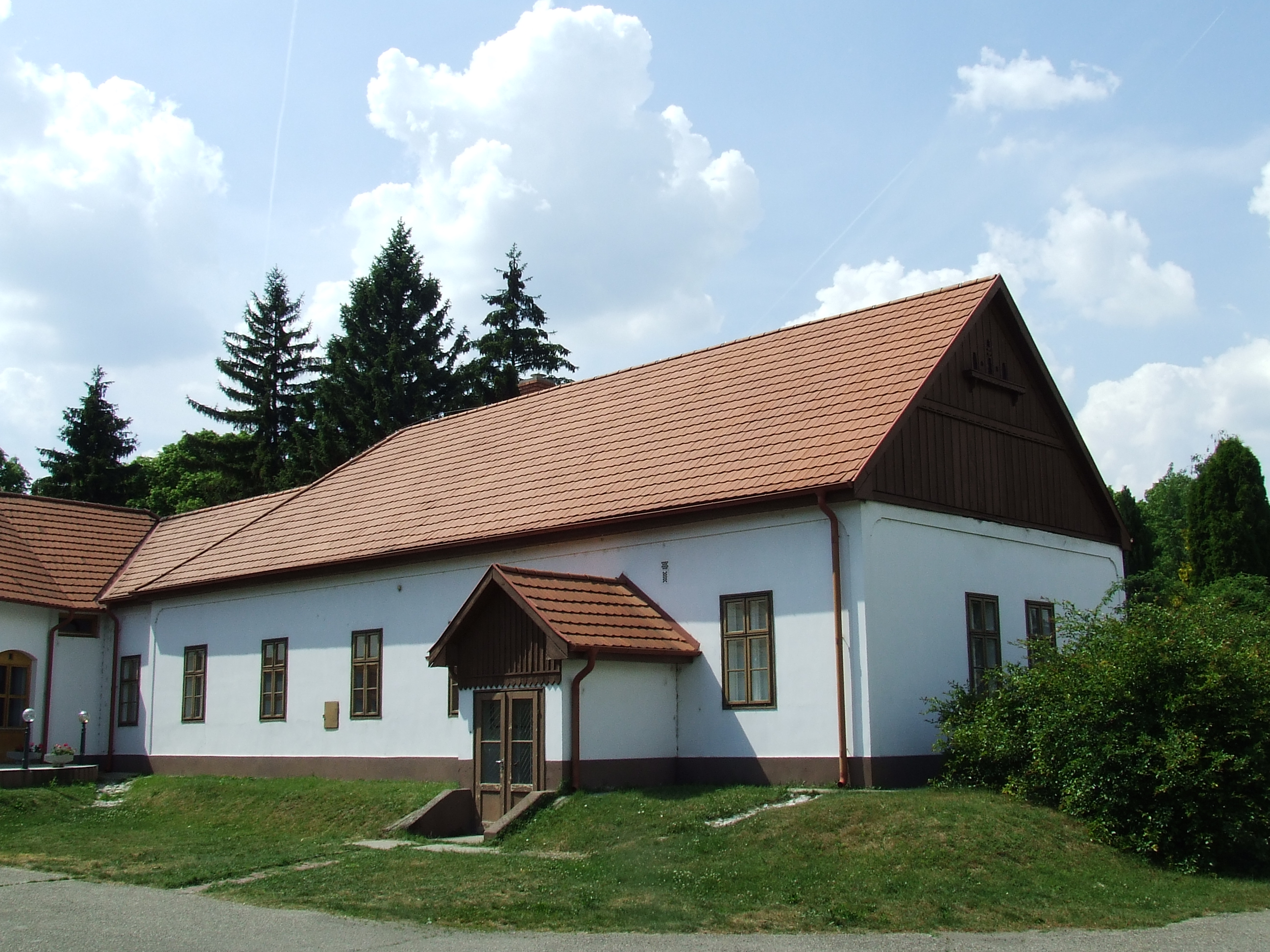
كيسكونهالاس
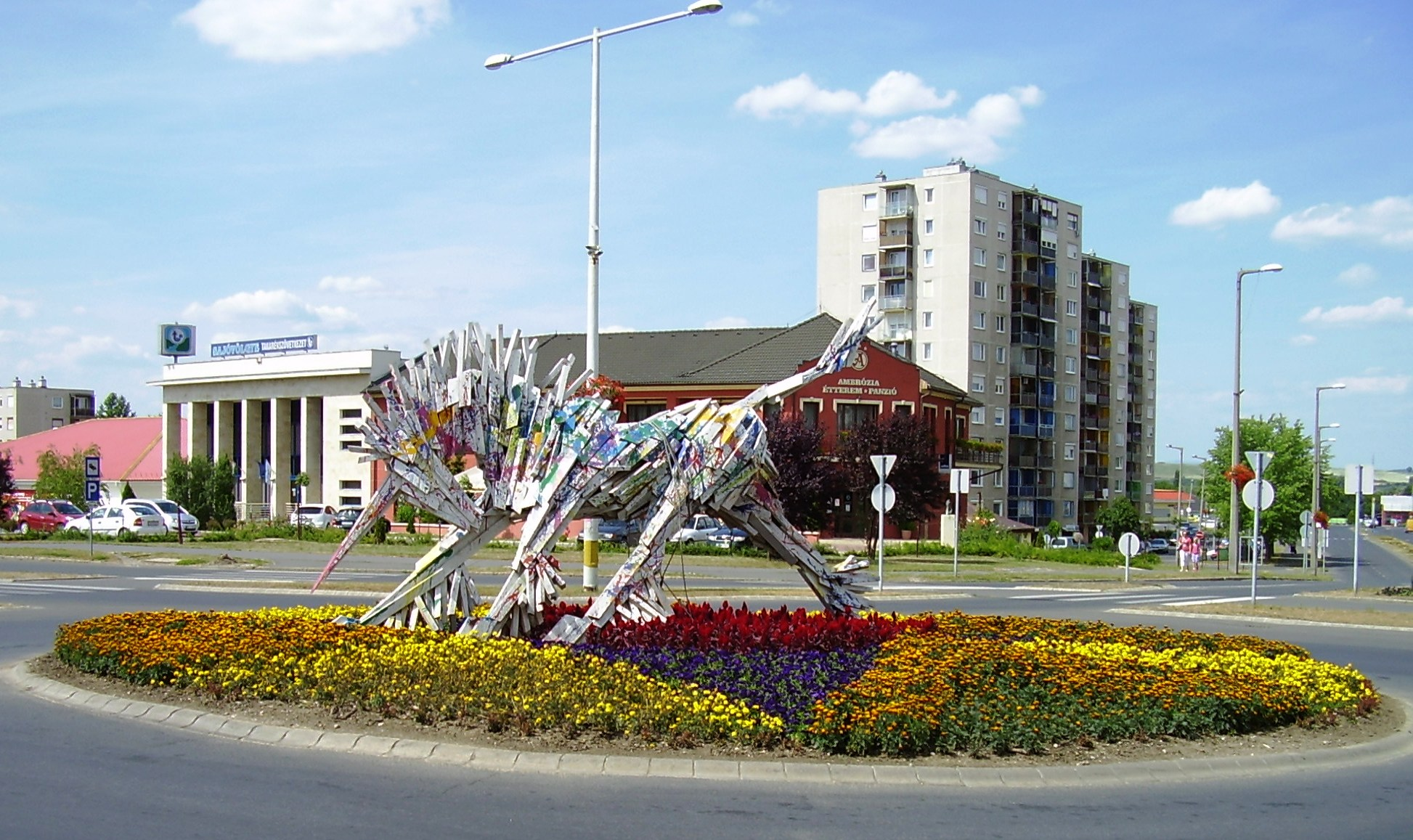
كزينكبرسكا
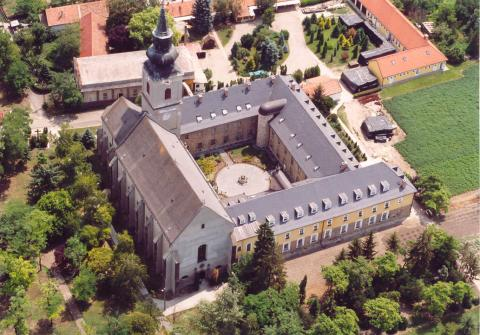
جاسزبيريني
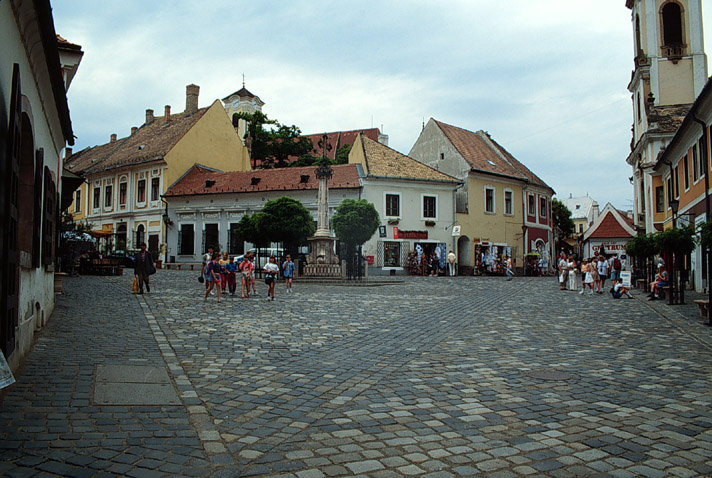
سانت إندرا
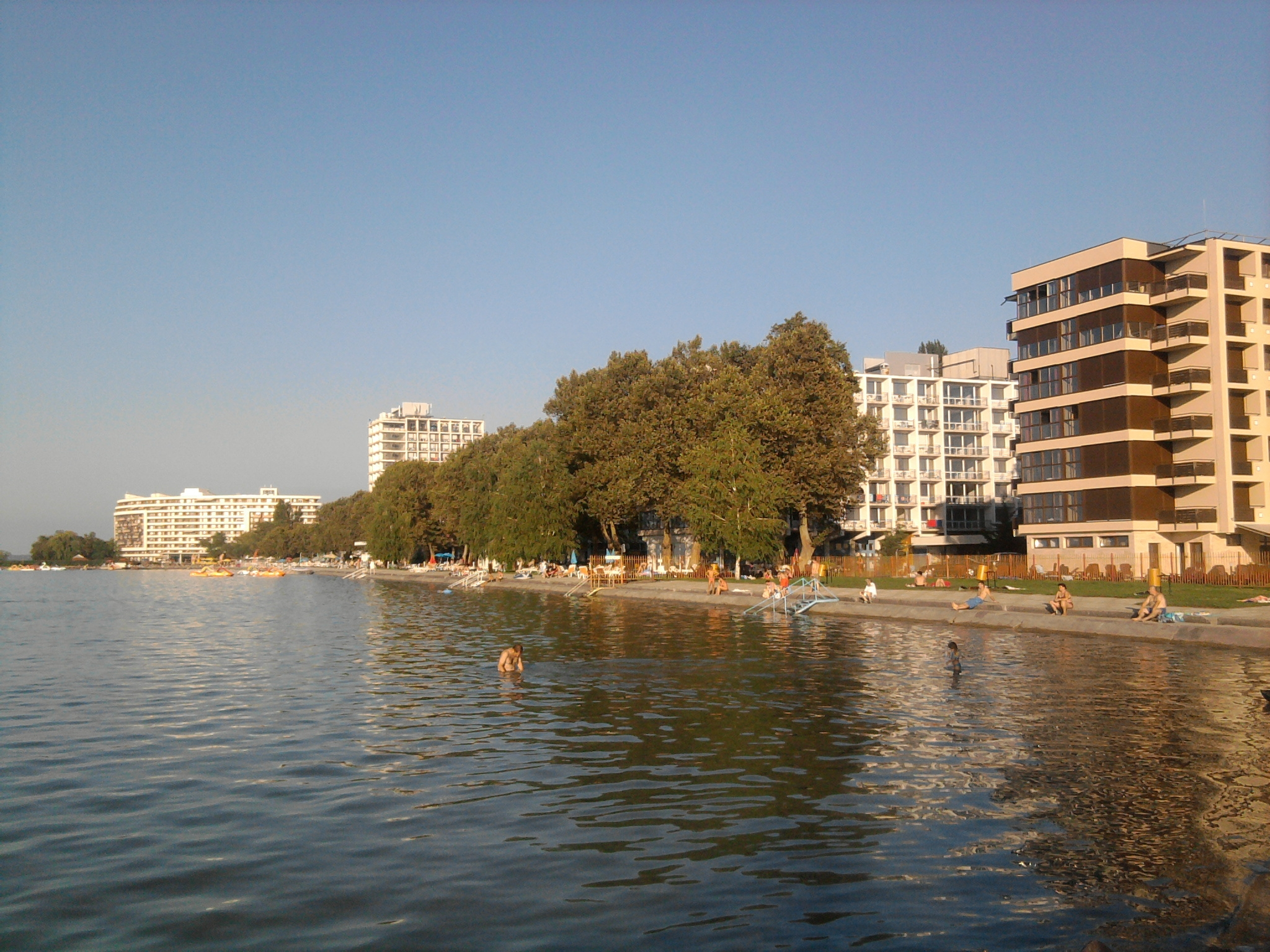
سيوفوك

## وصلات خارجية
- Subdivisions of Hungary
- Gazetteer of Hungary (HCSO 2008)| - ع - ن - ت List of towns in أوروبا                                                                                                                                               | - ع - ن - ت List of towns in أوروبا                                                                                                                                                                                                                                                                                                                                                                                                                                                                                                                                                                                                            |
| --- | --- |
| الدول ذات السيادة | \| الاتحاد الأوروبي \| - النمسا - بلجيكا - بلغاريا - كرواتيا - قبرص1 - جمهورية التشيك - الدنمارك - إستونيا - فنلندا - فرنسا - ألمانيا - اليونان - المجر - جمهورية أيرلندا - إيطاليا - لاتفيا - ليتوانيا - لوكسمبورغ - مالطا4 - هولندا - بولندا - البرتغال - رومانيا - سلوفاكيا - سلوفينيا - إسبانيا - السويد \| \| الباقي \| - ألبانيا - أندورا - أرمينيا1 - أذربيجان2 - بيلاروس - البوسنة والهرسك - جورجيا2 - آيسلندا - كازاخستان3 - ليختنشتاين - مقدونيا الشمالية - مولدوفا - موناكو - الجبل الأسود - النرويج - روسيا3 - سان مارينو - صربيا - سويسرا - تركيا3 - أوكرانيا - المملكة المتحدة - إنجلترا - أيرلندا الشمالية - إسكتلندا - ويلز \| |
| الدول ذات الاعتراف المحدود | - أبخازيا2 - كوسوفو - جمهورية أرتساخ1 - قبرص الشمالية1 - أوسيتيا الجنوبية2 - ترانسنيستريا |
| التبعيات وباقي المقاطعات | - جزر أولاند - جزر فارو - جبل طارق - غيرنزي - جزيرة مان - جيرزي - سفالبارد |
| 1 كُلياً داخل آسيا، ولكن تاريخياً مصنفة كدولة أوروبية. 2 جزئياً أو كلياً داخل آسيا، حسب الحدود. 3 معظم أراضيها في آسيا. 4 جغرافياً هي جزء من إفريقيا، ولكن تاريخياً مصنفة كدولة أوروبية. | |
| الاتحاد الأوروبي | - النمسا - بلجيكا - بلغاريا - كرواتيا - قبرص1 - جمهورية التشيك - الدنمارك - إستونيا - فنلندا - فرنسا - ألمانيا - اليونان - المجر - جمهورية أيرلندا - إيطاليا - لاتفيا - ليتوانيا - لوكسمبورغ - مالطا4 - هولندا - بولندا - البرتغال - رومانيا - سلوفاكيا - سلوفينيا - إسبانيا - السويد |
| الباقي | - ألبانيا - أندورا - أرمينيا1 - أذربيجان2 - بيلاروس - البوسنة والهرسك - جورجيا2 - آيسلندا - كازاخستان3 - ليختنشتاين - مقدونيا الشمالية - مولدوفا - موناكو - الجبل الأسود - النرويج - روسيا3 - سان مارينو - صربيا - سويسرا - تركيا3 - أوكرانيا - المملكة المتحدة - إنجلترا - أيرلندا الشمالية - إسكتلندا - ويلز || - ع - ن - ت مقاطعات المجر | - ع - ن - ت مقاطعات المجر | - ع - ن - ت مقاطعات المجر |
| ------------------------- | --- | ------------------------- |
| مقاطعات                   | - باتش-كيشكون - بارانيا - بكيش - بورسود-آبائوي-زمبلن - تشونغراد - فيير - ديور-موشون-سوبرون - هايدو-بيهار - هفش - ياس-نادكون-سولنك - كوماروم-إستركوم - نوغراد - بشت - شومود - سابولتش-ساتمار-بريغ - تولنا - فاس - فسبرم - زالا                             | Flag of Hungary           |
| مقاطعات مدنية             | - بيكيشتشابا - بودابست - دبرتسن - دونائيوروش - إيغر - ايرد - جيور - هدمزواشارهى - كابوشوار - ككسكمت - ميشكولتس - ناجيكانيزسا - نيرغهازا - بيتش - شالغوتريان - شوبرون - زيجيد - سيكشفهيرفار - سكسارد - شلنك - سزومباثيلي - تاتابانيا - فيسبرم - زالاجيرسيج | Flag of Hungary           || - المدن والبلدات - بلدة تتمتع بحقوق مقاطعة هنغاريا - Hydrology |

| - الدستور - الانتخابات [لغات أخرى]‏ - العلاقات الخارجية - الحكومة [لغات أخرى]‏ - الرئيس - رئيس وزراء المجر - قائمة - القانون - التطبيق - الجيش المجري - البرلمان - الأحزاب السياسية |

| - الطاقة [لغات أخرى]‏ - فورنت مجري - المصرف الوطني - خدمات الاتصالات في المجر [لغات أخرى]‏ - السياحة - النقل [لغات أخرى]‏ |

| - الجريمة - سكان المجر - التعليم - الرعاية الصحية - اللغات - إل جي بي تي - التاريخ - مجريون | |
| الثقافة                                                                                     | - الفن - السينما [لغات أخرى]‏ - المطبخ - الأدب [لغات أخرى]‏ - الإعلام - التلفزيون - الموسيقى - العطلات الرسمية || - ع - ن - ت قائمة مدن أوروبا | - ع - ن - ت قائمة مدن أوروبا |
| --- | --- |
| الدول ذات السيادة | \| الاتحاد الأوروبي \| - النمسا - بلجيكا - بلغاريا - كرواتيا - قبرص1 - جمهورية التشيك - الدنمارك - إستونيا - فنلندا - فرنسا - ألمانيا - اليونان - المجر - جمهورية أيرلندا - إيطاليا - لاتفيا - ليتوانيا - لوكسمبورغ - مالطا4 - هولندا - بولندا - البرتغال - رومانيا - سلوفاكيا - سلوفينيا - إسبانيا - السويد \| \| الباقي \| - ألبانيا - أندورا - أرمينيا1 - أذربيجان2 - بيلاروس - البوسنة والهرسك - جورجيا2 - آيسلندا - كازاخستان3 - ليختنشتاين - مقدونيا الشمالية - مولدوفا - موناكو - الجبل الأسود - النرويج - روسيا3 - سان مارينو - صربيا - سويسرا - تركيا3 - أوكرانيا - المملكة المتحدة - إنجلترا - أيرلندا الشمالية - إسكتلندا - ويلز \| |
| الدول ذات الاعتراف المحدود | - أبخازيا2 - كوسوفو - جمهورية أرتساخ1 - قبرص الشمالية1 - أوسيتيا الجنوبية2 - ترانسنيستريا |
| التبعيات وباقي المقاطعات | - جزر أولاند - جزر فارو - جبل طارق - غيرنزي - جزيرة مان - جيرزي - سفالبارد |
| 1 كُلياً داخل آسيا، ولكن تاريخياً مصنفة كدولة أوروبية. 2 جزئياً أو كلياً داخل آسيا، حسب الحدود. 3 معظم أراضيها في آسيا. 4 جغرافياً هي جزء من إفريقيا، ولكن تاريخياً مصنفة كدولة أوروبية. | |
| الاتحاد الأوروبي | - النمسا - بلجيكا - بلغاريا - كرواتيا - قبرص1 - جمهورية التشيك - الدنمارك - إستونيا - فنلندا - فرنسا - ألمانيا - اليونان - المجر - جمهورية أيرلندا - إيطاليا - لاتفيا - ليتوانيا - لوكسمبورغ - مالطا4 - هولندا - بولندا - البرتغال - رومانيا - سلوفاكيا - سلوفينيا - إسبانيا - السويد |
| الباقي | - ألبانيا - أندورا - أرمينيا1 - أذربيجان2 - بيلاروس - البوسنة والهرسك - جورجيا2 - آيسلندا - كازاخستان3 - ليختنشتاين - مقدونيا الشمالية - مولدوفا - موناكو - الجبل الأسود - النرويج - روسيا3 - سان مارينو - صربيا - سويسرا - تركيا3 - أوكرانيا - المملكة المتحدة - إنجلترا - أيرلندا الشمالية - إسكتلندا - ويلز |